# Історія Одеси
Істо́рія Оде́си — історичний період, на території північно-західного узбережжя Чорного моря, починаючи з VI століття до н. е. і до нинішніх днів. Нині у цьому регіоні розташоване українське місто Одеса, найбільше місто на півдні України.
Перші ознаки людей на території сучасної Одеси та поряд з нею належать до епохи верхнього палеоліту (58-38 століття до н. е.). Першими людьми, які оселилися на Одещині, були неандертальці, що жили біля сучасного села Іллінка, за 20 кілометрів від міста, а у селищі Усатове, що знаходиться у передмісті, було знайдене величезне поселення часів енеоліту. На території, що нині займає сучасна Одеса у VI-II століттях до нашої ери давні греки заснували дванадцять колоній. З найбільших з них можна відзначити «Гавань Істріан» і «Гавань Ісіякон». Переважно жителі цих колоній займалися рибальством і мореплавством. Однак, через кілька століть ці колонії прийшли у занепад. Приблизно, у 375 році нашої ери Одещину зайняли гуни під час Великого Переселення Народів. Згодом, у VIII —X століттях на берегах північного Причорномор'я домінували давньоруські племена тиверців та уличів. У XIV столітті у місцевому степу запанувала Ногайська орда із відтоді нечисленне місцеве населення складали, здебільшого, татари. Тоді ж на місті Одеси існувала генуезька факторія «Джинестра».
Близько 1324 року усі землі між Дніпром і Дністром були завойовані Великим князівством Литовським і вони заснували поселення «Коцюбіїв» разом із фортецею при ньому. Після втрати впливу на цей регіон Коцюбіїв захопили османи, населений пункт був перейменований на «Хаджибей». 1765 року османи відбудували стару литовську фортецю, назвавши її «Єні-Дюнья» ("Новий Світ"). Османську фортецю неодноразово штурмували запорізькі козаки, а також військові Російської імперії. Однак, остаточно фортифікацію та поселення було захоплено вночі між 13 (24) вересня і 14 (25) вересня 1789 року. Російські військовики під командуванням каталонця Хосе де Рібаса, а також чорноморські козаки під командуванням отаманів Антона Головатого та Захарія Чепіги.
Згодом почалося будівництво порту та планування міста. У цей час Хаджибей був перейменований на «Одесу» й таку назву має дотепер. З 1803 року місто було центром Одеського градоначальництва, а з 1805 року стало центром Новоросійського генерал-губернаторства. Попри велику кількість в Одесі українців, які були, здебільшого колишніми козаками, місту бракувало населення, тому влада запрошувала оселятися колоністів, зокрема, албанців, болгар, греків, євреїв, німців тощо. Від початку XIX століття місто почало активну торгівлю і стало одним з основних поставників зерна у країни Європи та Передньої Азії. 1825 року було засновано Одеський повіт, що входив до складу Херсонської губернії, а 1920 року увійшов до складу однойменної губернії, однак та проіснувала лише п'ять років. У різні часи Імперської доби містом керували обдаровані та талановиті люди. Як наприклад, Хосе де Рібас, Томас Кобле, герцог де Рішельє (9 березня 1803 — 27 серпня 1814), Луї Александр Андре де Ланжерон, Михайло Воронцов, Пауль Деметріус Коцебу, Олексій Пашков, Воронцов Семен Михайлович (23 грудня 1863 — 14 грудня 1867), Микола Новосельський (15 грудня 1867 — 17 липня 1878), Григорій Маразлі (21 жовтня 1878 — березень 1895) тощо. Вже наприкінці XIX століття Одеса стала одним з найбільших культурних та економічних центрів країни, а за населенням посідала четверте місце в імперії після Варшави, Москви та Санкт-Петербурга.
21 грудня (3 січня) 1918 року місцевими більшовиками та анархістами, що захопили владу у місті було проголошено Одесу «вільним містом» та засновано Одеську Радянську Республіку, однак, це державоутворення проіснувало менш як місяць. Також на початку XX століття, коли місто входило до складу УНР було засновано землю «Одеса», щоправда, й вона не довго проіснувала. 27 лютого 1932 року було утворено Одеську область, де центром і є Одеса дотепер.

## VI століття до н.е.— 375: Давні часи таАнтичність
У VII-II століття до н. е. причорноморські степи населяли племена скіфів.
На території сучасної Одеси знайдено дванадцять поселень часів колонізації Північного Причорномор'я греками. У середині VI століття до н. е. на місці сучасного центру Одеси з'явилося античне грецьке поселення та порт — «Гавань Істріан». «…Околиці нашого театру й нового бульвару становлять істинно класичну частину Одеси. Щораз, коли там риють землю, знаходять нові залишки грецьких старожитностей». Про це окрім іншого свідчить і те, що у II столітті Арріан, намісник Каппадокії, за велінням римського імператора Адріана оглядаючи береги Понта Евксінського (грец. Πόντος Aύξενος — гостинне море, або нині Чорного моря), знайшов тут поселення та гавань істрійських мореплавців — IΣTPIANΩN ΛIMHN. У периплі Понта Евксинського (Чорного моря) ось як він описував поселення, що знаходяться на території сучасної Одеси (гавані істріанів та ісіаків):
|                        | ...Від Борисфену шістдесят стадіїв до невеликого, безлюдного і безіменного острова, а звідси вісімдесят до Одеса; в Одесі стоянка для кораблів. За Одесом знаходиться гавань істріанів, до неї двісті п'ятдесят стадіїв; далі гавань ісіаків, до якої п'ятдесят стадіїв ... |
| — Луцій Флавій Арріан, | |

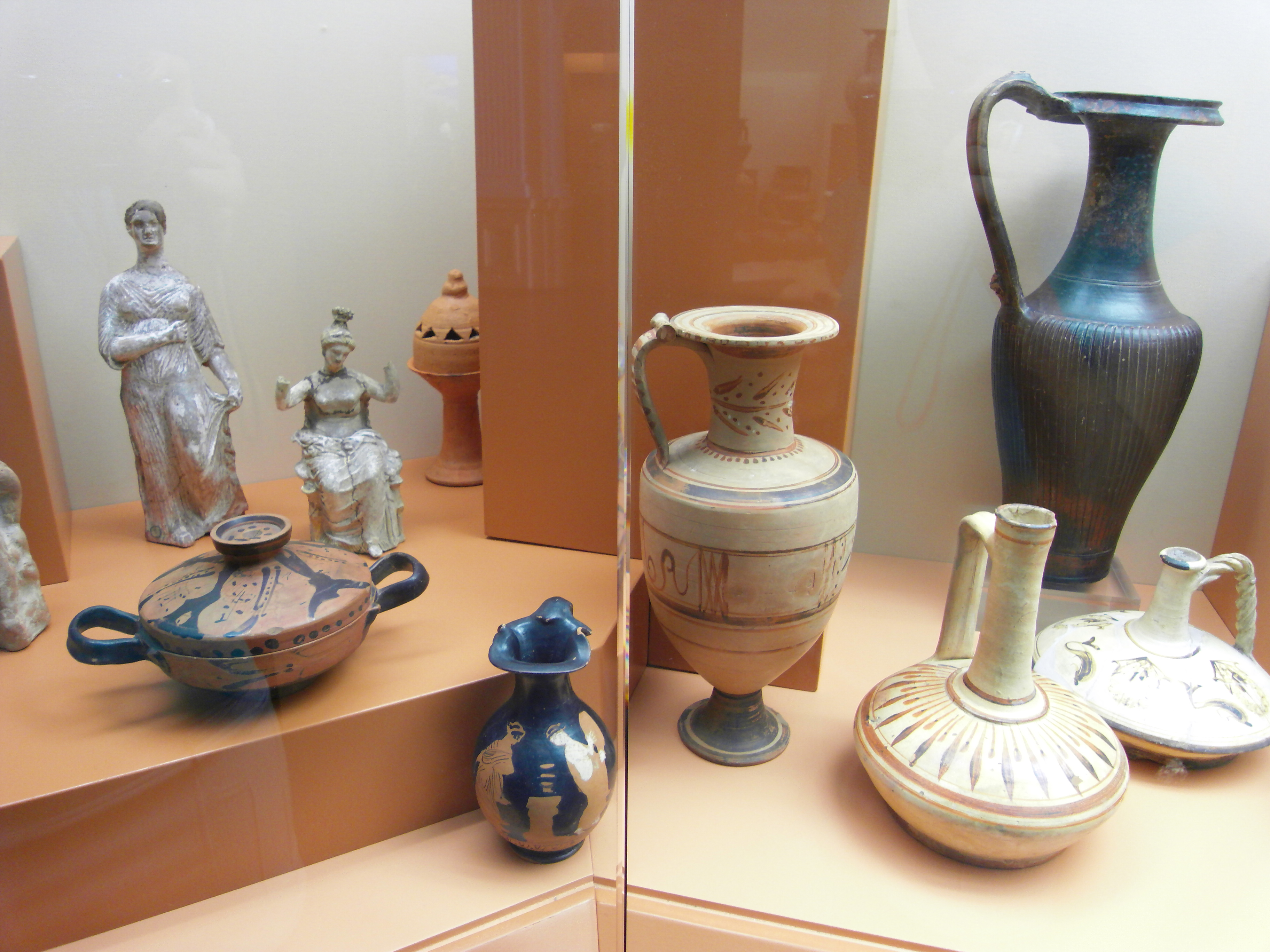
Давньогрецька кераміка.

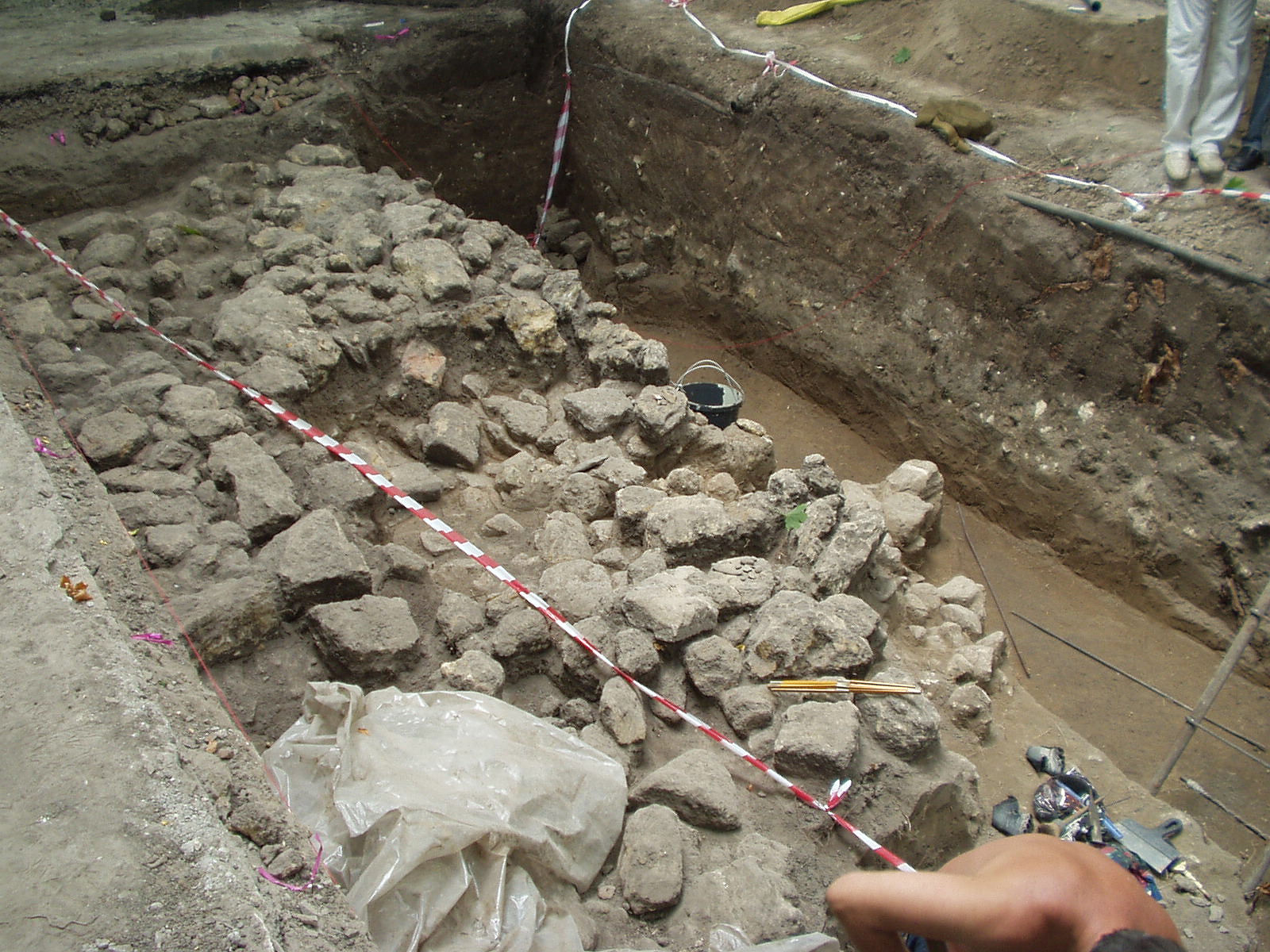
Розкопки гавані Істріан на Приморському бульварі.

Залишки гавані Істріан, що вважається найбільшим поселенням, залишилися під сучасним Приморським бульваром на глибині 1,5 метрів, а також на інших вулицях міста. З боку нинішнього Національного академічного театру опери та балету до стародавнього міста примикав некрополь. Високі кургани розташовувалися на Грецькій площі, доки їх не знесли при будівництві ринкових споруд міста у 1803 році. Два поховання також було знайдено у 1910 році на розі вулиць Катерининської та Грецької, безліч фрагментів античних ваз та амфор було знайдено сквері «Пале-Рояль». Найдавніший район Гавані Істріан було знайдено у 1996 році експедицією професора Андрія Добролюбського при розкопках біля Воронцовського палацу. На місці сучасного порту у давні часи також розташовувався порт колоністів, що прибули з Греції. Саме завдяки цьому дослідженню були знайдені реальні факти існування старовинного міста у цій місцевості, а не маленького поселення, як вважали археологи до того. Кераміка, що була знайдена під час розкопок була місцевого виробництва. Згідно з цим історики припустили, що це поселення було однією з найбільших істрійських колоній, після, звісно центру цієї держави — Істрії, що була найбільшим містом західного Причорномор'я. Подібна політика заснування великих міст-форпостів на колонізованих територіях використовувалася у Причорномор'ї неодноразово.
На протилежному, північному, березі Одеської затоки знаходилися поселення: «Жевахова гора», «Лузанівка», «Сухий лиман» тощо, а також ще одне велике поселення — «Гавань Ісіякон». Є багато версій місцеперебування цього давньогрецького міста, однак є дві основні версії. Перша теорія полягає у тому, що гавань знаходилася у гирлі Сухого лиману, зокрема такої думки був один з дослідників північного Причорномор'я першої половини XIX століття, Іван Стемпковський. Інша ж версія полягає у тому, що поселення знаходилося у районі сучасної Лузанівки та було суперником гавані Істріан через перебування під протекторатом ворожої грецької держави — Ольвії.
Ще одне велике поселення існувало на території сучасної Жевахової гори. Там же у V—IV столітті до н. е. існувало велике святилище давньогрецької богині Деметри, сестри та дружини Зевса, богині родючості, хліборобства та шлюбу. На місці колишнього храму археологи знайшли дари місцевих жителів богині: амфори, рибні тарілки, чорнолаковий посуд, персні, бронзові наконечники стріл, рибальські грузила, залізні ножі тощо.
Суперництво між гаванню Істріан та поселенням, що знаходилося на території Лузанівки, було зумовлено й тим, що між ними, в районі сучасного Хаджибейського лиману, проходив кордон між такими грецькими колоніями, як Ольвія та Істрія. У другій половині IV — початку III столітті до н. е. Ольвія вступила у конфлікт із великими сусідніми грецькими державами: Херсонесом Таврійським та Істрією. Причиною конфлікту стало те, що суперники Ольвії перехопили на себе усі морські торгові шляхи грецьких мореплавців. Таким чином, увійшовши до Чорного Моря моряки заходили в Істрію, а потім прямували напряму до Херсонеса, оминаючи при цьому Ольвію. Почавши війну правителі Ольвії бажали перерозподілу сфер впливу у цьому регіоні. У той час гавань Істріан було прикордонним форпостом Істрійської держави на кордоні з Ольвією. У результаті війни ще до початку III століття до н. е. це поселення, як і інші, що знаходилися у межах сучасної Одеси, прийшло у занепад. Однак, поселення Ісіякон проіснувало ще століття і прийшло у запустіння у II столітті до н. е..
I—III століття — північно-західне Причорномор'я завоювали римляни.
Припинення існування грецьких колоній також багато у чому пов'язане із навалою на ці землі народу гунів у 375 році під час великого переселення народів.

## Середньовіччя

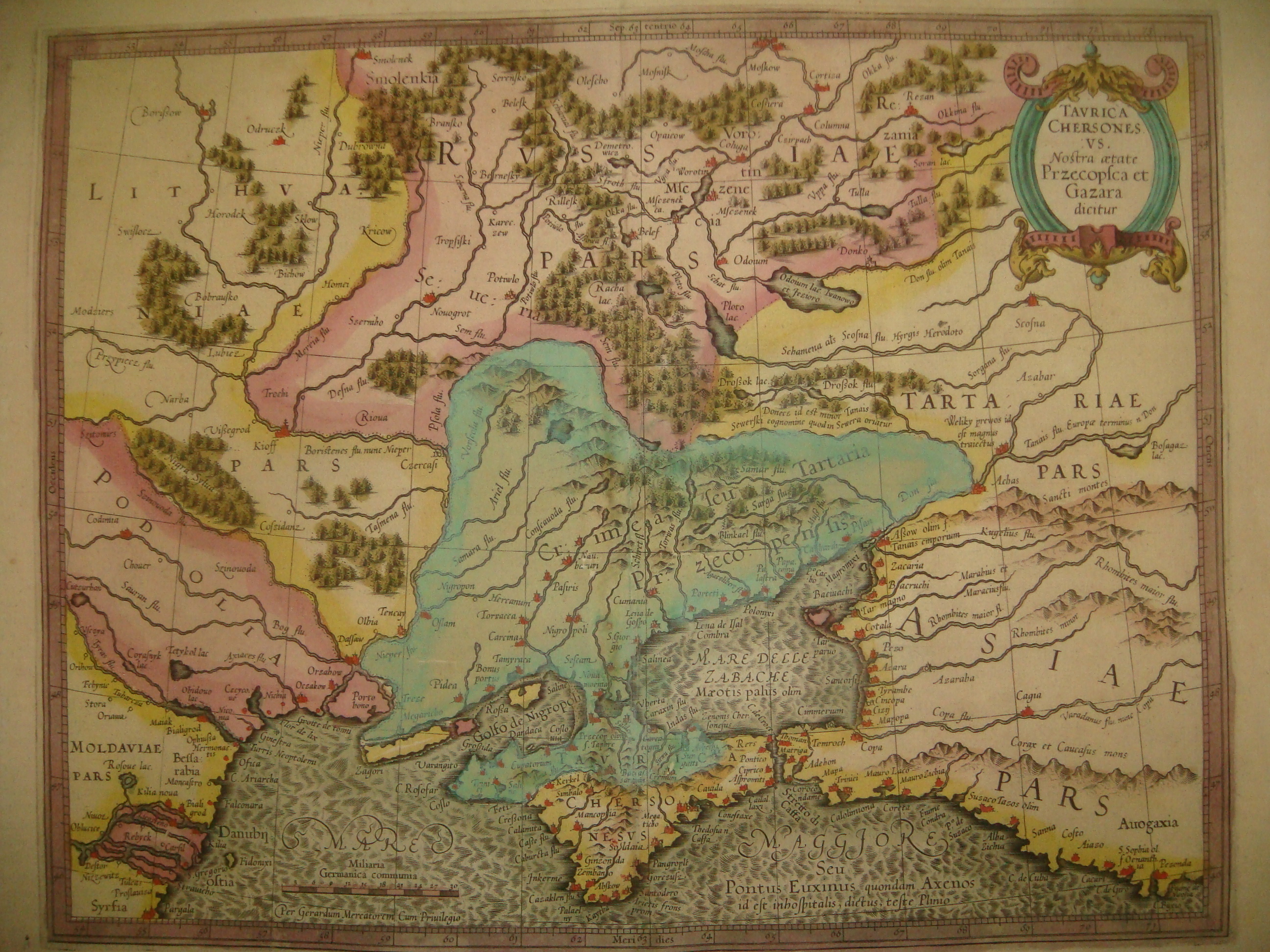
Мапа Герарда Меркатора «Taurica Chersonesus. Nostra aetate Pruccopsca et Gazara dictur», 1613 рік. На місці сучасної Одеси позначено: «Ginestra» та «Flor de Lix».

В II—VI століттях у північних районах Одеської області жили слов'янські племена черняхівської культури, поселення яких під періодичними напливами кочовиків — аварів, булгарів, хозар, угорців у VI—IX столітті були суттєво скорочені. У V—VIII століттях — у межиріччі Дунаю та Тилігулу осіли алано-булгарські племена, яких за часів Київської Русі витіснили та частково асимілювали слов'яни.
У VIII—X століттях на берегах північного Причорномор'я домінували давньослов'янські племена тиверців та уличів. У «Повісті временних літ» сказано, що:
|                          | …улічи і тіверьци седяху бо по Дністру, пріседяху до Дунаеви. Бе множьство їх; седяху по Дністру оли до моря, і суть гради їх і до цього дня… |
| — Повість временних літ, | |

На той час ці землі активно використовувалися для торгових відносин. Так один з дослідників історії Одеси, Олексій Маркевич, припустив, що, можливо, одне з багатьох давньослов'янських поселень знаходилося на узбережжі Одеської затоки й, можливо, з'явилося на місці однієї з еллінських колоній, і таким чином стало пращуром Одеси.
У X столітті в межиріччі Дніпра і Дністра господарювали печеніги, витіснені у першій половині XIII столітті монгольськими завойовниками.
У 1297 — італійські портолани (карти морських торговельних шляхів) фіксують на місці сучасної Одеси населений пункт Джинестра, що можливо входив до генуезької торговельної імперії (у пізніших мапах — Фіорделікс (італ. Fiordelixe)).

Мапа Великого князівства Литовського, із позначенням Коцюбіїва у складі держави.

До початку XIV століття у місцевому степу почала панувати Ногайська орда. Приблизно 1300 року поблизу Одеси на березі Куяльницького лиману, що поблизу селища Котовського, відбулася битва між військами темника Ногая та хана Золотої Орди, Токти. Токта переміг після зради кількох воєначальників Ногая, а самого Ногая було вбито. Битва при Великому Куяльнику справила великий вплив на подальшу долю Золотої Орди та інших держав Східної Європи. Токта об'єднав Орду і надовго припинив міжусобні війни у державі, аж до своєї смерті у 1312 році.
У часи Середньовіччя Одеська область була частиною Дикого Поля і була своєрідною нейтральною смугою, яку не мали сили повною мірою контролювати ні Велике князівство Литовське і його наступниця Річ Посполита, ні Кримське ханство з Османською імперією, ні Московське царство (якому з часом присягнули на вірність козаки).
У 1320-х роках між Золотою Ордою та її західним сусідом, Великим князівством Литовським, почалася тривала ворожнеча. Під час литовської військової компанії, 1324 року до складу князівства перейшли усі землі між Дніпром та Дністром. У центрі цих земель і опинилася територія, де нині знаходиться Одеса. Наприкінці XIV століття, на місті колишньої грецької колонії з'явилася генуезька факторія «Джинестра», що торгувала з кочовиками. Нова італійська колонія купувала у північному Причорномор'ї здебільшого зерно та рабів. Факторія слугувала прихистком для мандрівників та торговців із власною гаванню. Значення назви цього поселення і досі не визначено. Один із місцевих істориків, професор Новоросійського університету Пилип Карлович Брун, перекладав назву «Джинестра» (італ. Ginestra) з італійської мови, як «дрік» (італ. Genista), інші ж науковці вважають, що ця назва пов'язана із назвою річки Дністер. Ця факторія проіснувала до XVI століття. Водночас, за думкою науковців, Куяльницький та Хаджибейський лимани почали віддалятися від Чорного моря, внаслідок чого утворилася Пересип. Це не могло не позначитися на економічному стані краю, адже у наступні роки на цих двох лиманах видобувалося багато солі.
1346—1353 роки — Північне Причорномор'я зазнало пандемії бубонної чуми — Чорна смерть.

## Заснування та рання історія міста

Мапа Османської імперії з 1481 року по 1683 рік

### Версії заснування Коцюбіїва
Існує дві основні версії заснування міста, литовська та татарська.
Литовська версія пов'язує появу міста Коцюбіїв з добою Вітовта у Великому князівством Литовському, коли відносини між литовцями та татарами покращилися й вони почали активно торгувати. На той час у північно-західному Причорномор'ї було лише два великі порти — Білгород-Дністровський та Очаків. Однак, цього було недостатньо, з огляду на те, що литовське керівництво торгувало ще й з Османською імперією. З 1362 року після битви на Синіх Водах війська Великого князівства Литовського розширили свої володіння та вийшли до Чорного моря (до узбережжя Північного Причорномор'я), заснувавши наприкінці XIV століття — на початку XV століття місто та порт Коцюбіїв та торгову пристань біля неї. Першу писемну згадку польського історика Яна Длугоша про порт Kaczubyeiow (Коцюбіїв) датують 1415 роком:
|  | «прибули до польського короля Владислава посли патріарха і грецького імператора з листом та олов'яними буллами, які їх удостоювали, а турки їх всіляко мучили і гнобили; їм потрібна щедра допомога зерном. Владислав же, польський король у святому співчутті, документально засвідчує допомагати. Він дає і щедро дарує прохану кількість зерна, яке їм потрібно отримати в його королівському порту Кочубеїв» (переклад цитати з латини Т.І. Олійника)» |

.
Запис був доповнений хроністом Мартіном Кромером, який вказав, що саме того року з Кацюбіївського порту польський король Владислав II Ягайло відправив хліб до узятого в облогу османами Константинополя.

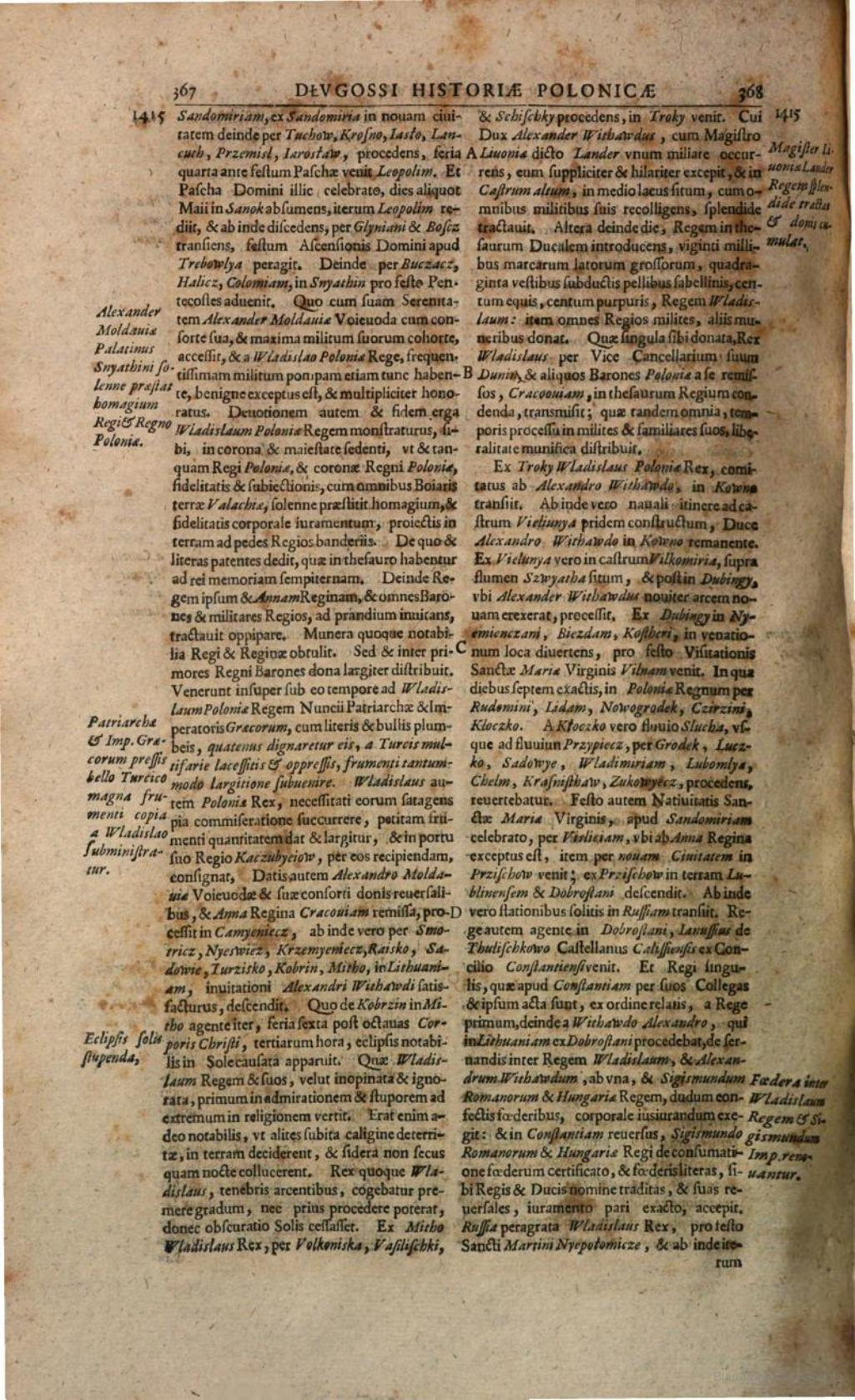
Перша писемна згадка про Коцюбіїв 1415 року

Слід зазначити, що Ян Долгуш помилився в датуванні, бо облога Константинополя відбулася з 1411 по 1413 рік за правління султана Муси Челебі.
Існують дві версії походження назви міста всередині литовської версії.
Перша пов'язує появу Качибея з існуванням на початку XV століття на Поділлі великого роду землевласників Язловецьких, які були гілкою роду Бучацьких. Серед інших поселень, які належали Язловецьким, було селище Кочубеєво, яке знаходилося у Кам'янецькому повіті, Подільської губернії. Історик Олексій Маркевич, зважаючи на те, що Качибей у середині XV століття також входив у володіння Язловецьких, припускав, що причорноморське місто заснували переселенці з Кочубеєва і назвали нове місце проживання на честь старого.
За версією польського історика Мар'яна Дубецького Качибей заснував один з землевласників з Вінниччини — Борис Коцюб, власник Якушинський
За татарською версією Качибей було засновано татарськими кочовиками і саме ім'ям одного з татарських полководців було названо місто. Такої ж думки був відомий польський письменник кінця XVI століття Станіслав Сарницький. Ім'я татарського вождя Качибей зазвичай вважають трохи зміненим від Хаджибей. Однак, іншими істориками подібна теорія піддається великої критики, адже не має конкретних підтверджень цього факту, а також не зрозуміло який саме з татарських вождів є засновником міста. Як приклад, професор Пилип Брун, вказує такого собі Бека-Гаджи, професор Михайло Смирнов вважав, що засновником Качибея міг бути один з учасників Куликовської битви Хазібей

### Історія Коцюбіїва
У вересні 1431 року після війни між Владиславом II Ягайлом, королем Польщі та його братом Свидригайлом Ольгердовичем, великим князем Литовським між ними було підписано перемир'я, за яким, окрім іншого, до Свидригайла перейшов і Коцюбіїв. У 1442 році Коцюбіїв було передано на довічне користування у володіння великим землевласникам з Поділля шляхетському роду Бучацькі, яких іноді називають також Язловецькі. З цих та інших фактів деякі дослідники вважають, що вже на той час Коцюбіїв був помітним торговим містом, через який переправлявся хліб з Поділля, Галичини та Волині, а також сіль та рибу до візантійських портів. Однак, зважаючи, що сусідні міста, Аккерман (Білгород-Дністровський) і Очаків було на багато більш розвинутими торговими центрами, то у Коцюбіїв усі товари переправлялися суходолом, а потім прямували морем. А після того, як у середині XV століття ці міста були захоплені османами та татарами, то Коцюбіїв став найбільшим торговим центром Литви та Польщі.

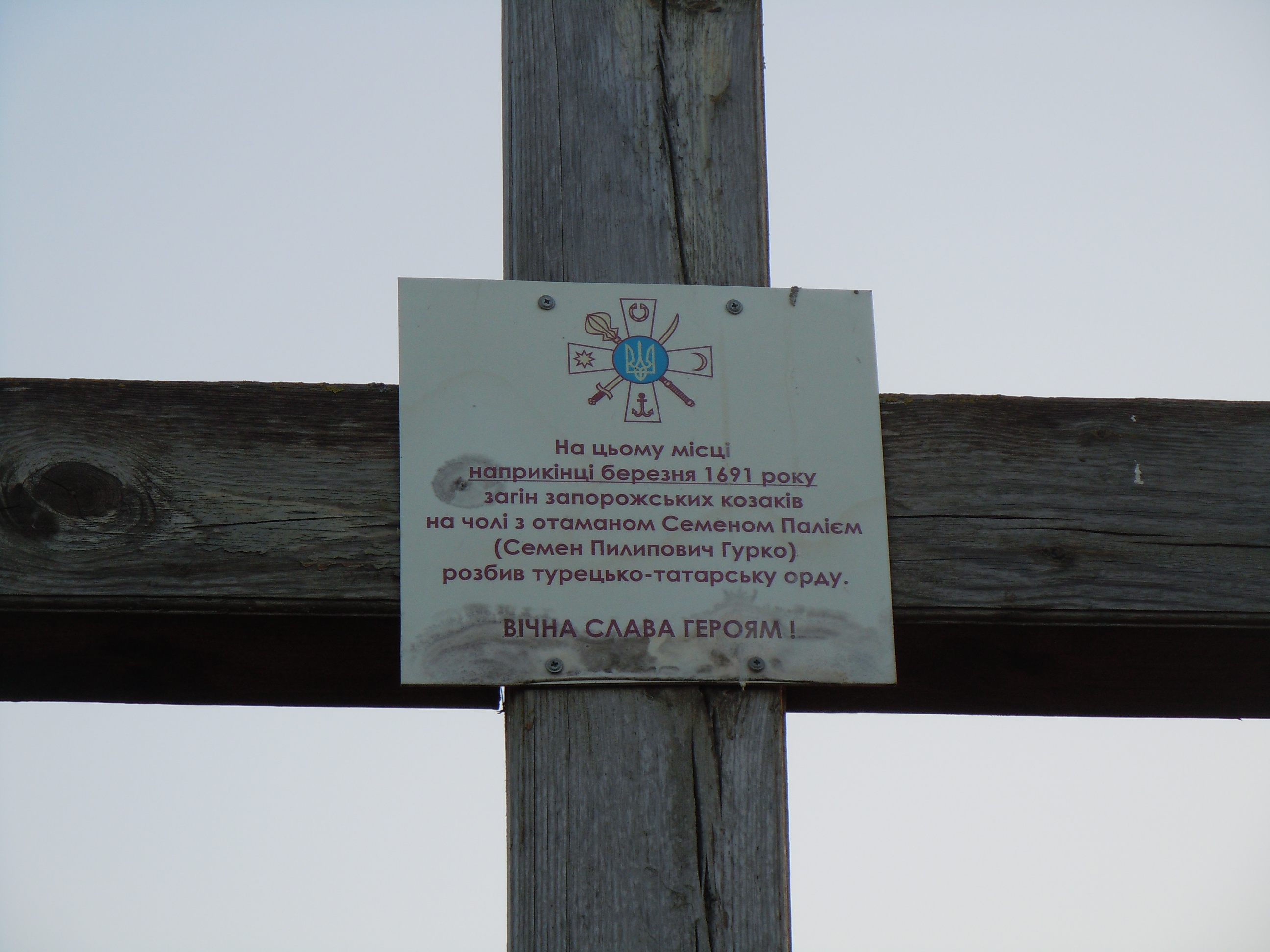
Пам'ятний хрест на місці битви 1691 року запорізьких козаків під проводом Семена Палія та османсько-татарського війська на Лузанівці.

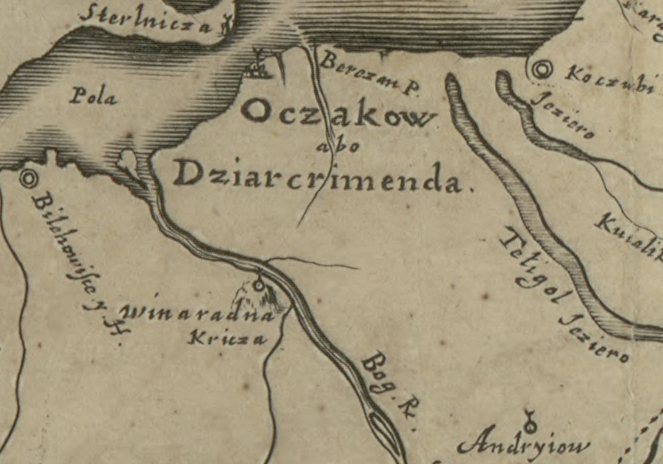
Хаджибей на Загальній мапі України 1648 р. Ґійома Левасера де Боплана

Приблизно, наприкінці XV століття — на початку XVI століття литовська влада на цих землях послабилася і Коцюбіїв переходить під владу Кримського ханства (після його утворення та васального підпорядкування Єдисану), і відомий під назвою Хаджибей. Пізніше (у середині XVII століття) османський мандрівник Евлія Челебі свідчив про заснування тут татарського замку Ходжа-бай, за ім'ям місцевого бая — Ходжа (нібито — антропотопонім). Археологічні сліди цього селища або не збереглися, або не знайдені. За даними Евлія Челебі «місце, де колись паслися вівці Ходжи бая», знаходилося за 15 годин шляхом від гирла Барабоя й за 14 годин — від гирла Тилігулу.
У 1484 році (за іншими даними у 1512 році) ці землі були остаточно завойовані кримськими татарами, однак фортеця так і не була відремонтована. Згідно з договором, підписаним між князем Сигізмундом I Старим і ханом Сахібом I Ґераєм Хаджибей остаточно перейшов до володінь татар, але порт залишився за литвинами. Кордон між ними було встановлено за Хаджибейським лиманом. Однак, попри зміну влади місто залишалося великим центром соляної промисловості. Польські та литовські купці платили за сіль мито й вивозили її на продаж у Луцьк та Київ відповідно. Однак, під кінець століття місто прийшло у занепад. Про стан Хаджибея у той час свідчать численні записи тодішніх мандрівників. 1648 року у «Загальній карті України» роботи гравера Вільгельма Гондіуса та картографа Гійома де Боплана на місці сучасної Одеси позначаються руїни під назвою «Koczwbi», «що належать татарам у долині». 1657 року відомий османський державний діяч та мандрівник Евлія Челебі також писав про «землю фортеці Ходжабай»: «До сьогоднішнього дня споруди цього укріплення збереглись і їх добре видно на березі Чорного моря, на крутій скелі. Якщо це укріплення хоч трохи підремонтувати, місцевість стане залюдненою, а дорога безпечною. В цих місцях із Чорного моря добувають сіль …»,
У XVI століття українські козаки зруйнували татарський (єдисанський) замок.

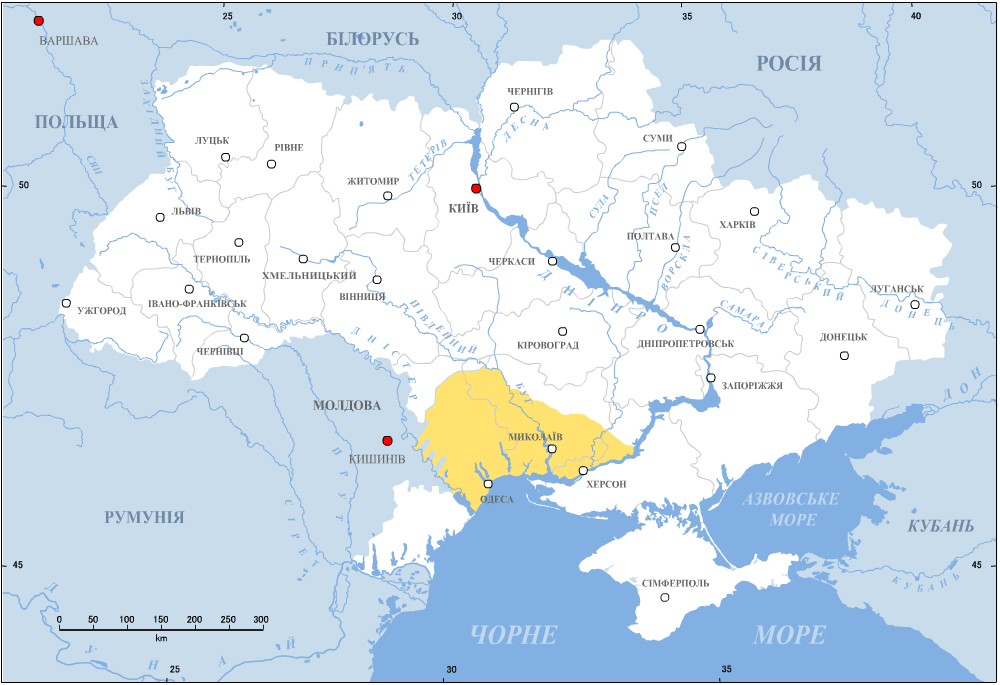
Єдисан на мапі сучасної України.

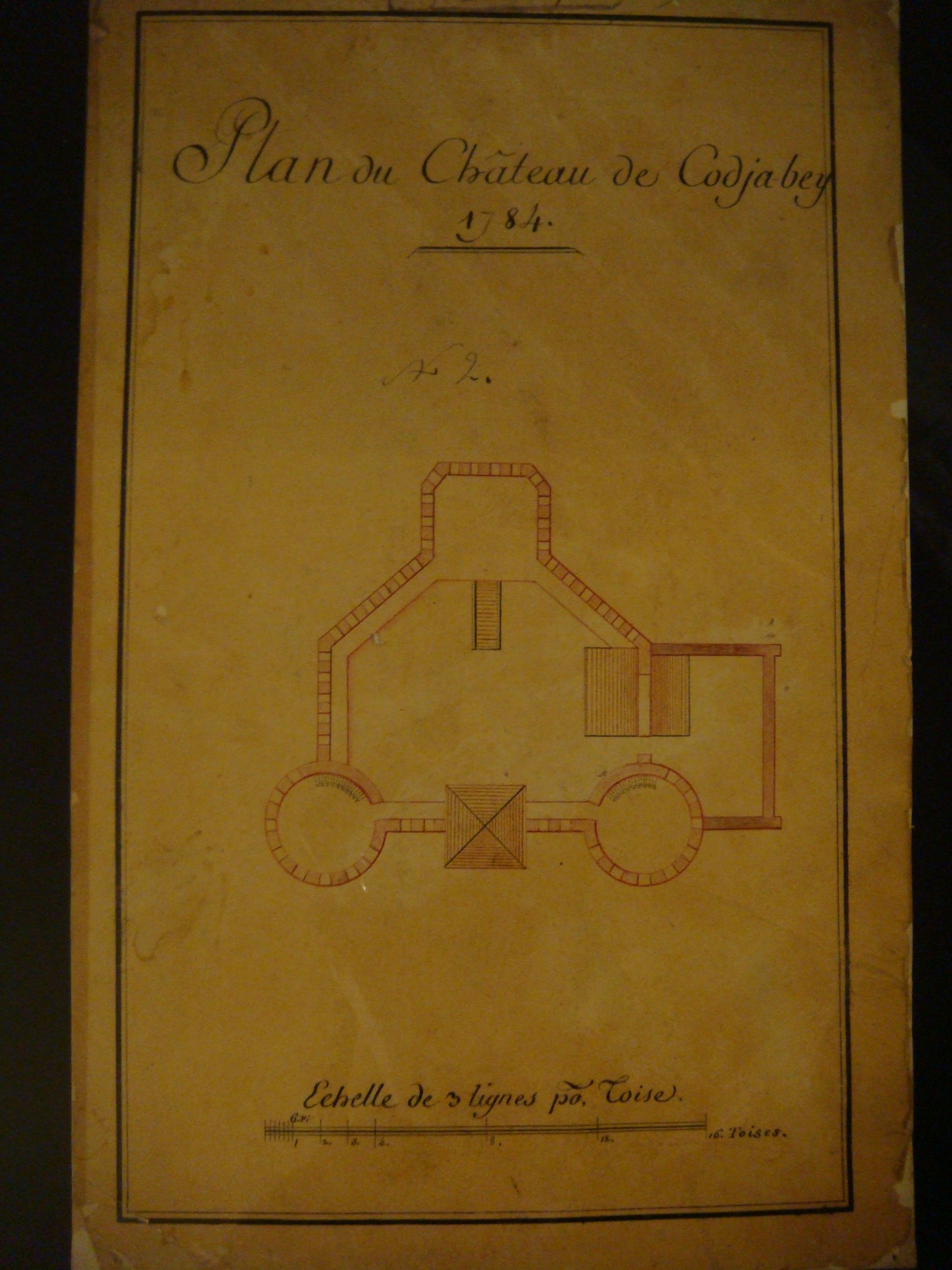
План фортеці Єні-Дунья, роботи історика Миколи Мурзакевича, складена 1784 року.

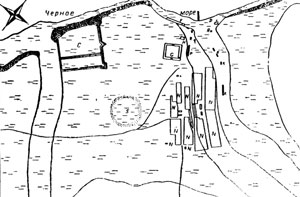
План розташування фортеці Єні-Дунья та Хаджибея від 26 травня 1766 року.

Наприкінці XVI століття — на початку XVII століття Річ Посполита остаточно втратила контроль на чорноморському узбережжі. Тоді цю місцевість, називали Єдисан або «областю Озу». Формально вона належала ногайцям, однак, реально входила у сферу військово-політичних та економічних інтересів запорізького козацтва. У 1629 році відбувся похід козаків на 300 чайках на Чорне море (узбережжям Північного Причорномор'я) до Константинополя, який очолив Богдан Хмельницький; на зворотному шляху запорізькі козаки спустошили міста Кілію, Аккерман (Білгород-Дністровський) та Хаджибей (Коцюбіїв). Інший відомий похід запорожців на Хаджибей стався 1673 року. Тоді кошовий отаман Іван Сірко того року захопив місто Аккерман, після чого спопелив його разом зі своїми козаками. Згодом, він захопив усі кораблі, що знаходилися, як в Аккермані, так й у Хаджибеї й на них з піхотою пішов на Крим.
Станом на початок XVIII століття Коцюбіїв, або Хаджибей, як його вже тоді називали османи, став великим торговим пунктом. Окрім того, на той час відбувалося просування московитів на південь і цей факт спонукав тодішню османську владу підсилити охорону Єдисану. Внаслідок цього було ухвалено рішення про оновлення старих та побудову нових фортець у краї. Зважаючи на це, османська влада звернула увагу на Хаджибей, який також міг стати зручною стоянкою для їх суден, які курсували північно-західним узбережжям Чорного моря. Навесні 1765 року османська влада за допомогою місцевих волохів почала будувати нову фортецю, назвавши її «Єні-Дунья», розташовану між сучасними Потьомкінськими сходами та Воронцовським палацом на Приморському бульварі. Однак, цей форпост ніяк не йшов у порівняння з іншими османськими твердинями північного Причорномор'я, як Ачі-Кале (Очаків), Фортеця Ізмаїл та Бендерська фортеця. Основна частина поселення знаходилася у районі Митної площі. Гостиний двір та мечеть, а також лавки для приїжджих купців, розташовувалися між сучасним Ланжеронівським узвозом, вулицею Італійською та Біржовою площею. У гирлі Карантинної балки була влаштована пристань, до якої примикав будинок аги яничарів. На цьому ж місці знаходився колодязь та будинок коменданта міста. А на лівому березі балки знаходилися будинки яничарів та православних волохів. Фортифікацію неодноразово штурмували запорізькі козаки.

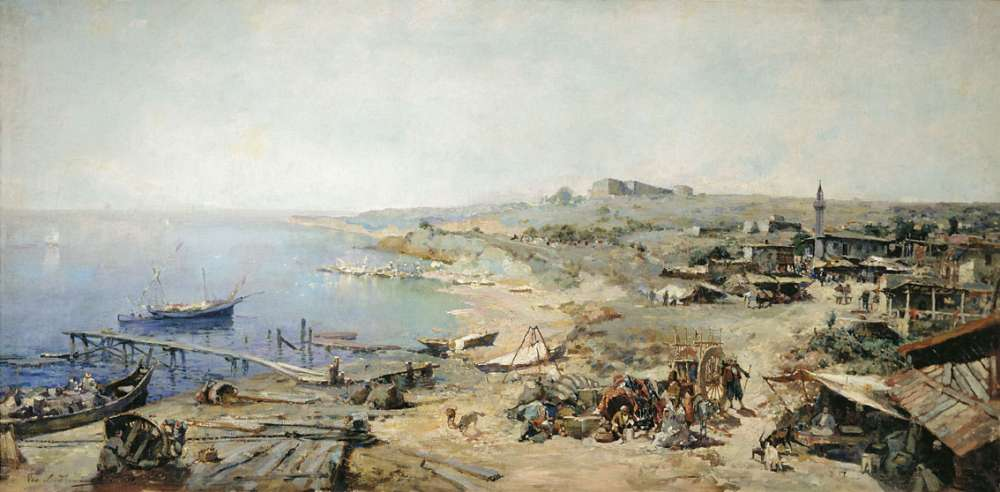
Картина Геннадія Ладиженського «Хаджибей», 1899 рік.

Перший напад на нову османську фортецю стався 2 жовтня 1769 року. Зранку, під проводом Семена Галецького три тисячі козаків, не захопивши фортецю, забрали полонених, а також здобич та пішли. Наступного, 1770 року, на османську фортецю напав запорізький загін з сімох тисяч козаків під проводом останнього в історії кошового отамана Запорозької Січі, Петра Калнишевського. Калнишевський діяв спільно з російськими військами князя Олександра Прозоровського. Під час штурму серед козаків 10 осіб загинуло, серед яких був отаман Звонецького куреня, Шонарець. На початку 1774 року фортеця була вперше захоплена об'єднаними козацько-російськими військами. Комендантом Єні-Дуньї було призначено поручика Семена Веденятіна і вже у травні того ж року він відбив атаку османських військ. Однак, 27 липня того ж року, за Кючук-Кайнарджійським мирним договором усі землі між Південним Бугом та Дніпром відійшли до складу Російської імперії, а Єні-Дунья знову відійшла до османів ще на п'ятнадцять років. Французький військовий інженер Андре-Жан Лафіт-Клаве (André-Joseph Lafitte-Clavé) свідчив, що у 1784 році Коджа-Бей складався з двох татарських селищ, а для захисту рейду в ньому знаходився худий замок Єні-Дунья та маяк, які не відповідали вимогам свого призначення. Останніми роками керівництва османів Хаджибей був маленьким містом біля великої фортеці з морською пристанню. Фортеця була цілком кам'яна у формі п'ятикутника. Фас замку складався з чотирикутної башти, воріт та двох циліндрових башт по сторонах. Розміром він був у 11 сажнів у ширину та 16 сажнів у довжину, а висота становила від 4 до 3 з половиною сажнів. Населення міста становило декілька сотень осіб, здебільшого османів та татар. Зазвичай вони займалися торгівлею, зокрема, у місті було багато купців — вірмени, греки, євреї, караїми, молдовани, поляки, татари, османи тощо. Також там жили й українські вихідці з Речі Посполитої та запорожці. Православних жителів, за даними історика Володимира Яковлєва, станом на 1789 рік у Хаджебеї було близько 200. Однак, інший історик, Олексій Маркевич, припускав, що православне населення жило здебільшого поза межами Хаджибея. Так, українці заснували село на території сучасного Великого Фонтану, яке називалося «Оніна». Однак, деякі краєзнавці, зокрема, Ігор Сапожников, вважають, що, можливо, це було покинуте татарське село, яке потім заселили українці. Попри, що Хаджибей був доволі маленьким містом, у ньому було доволі багато заможних жителів, що заробляли на видобутку солі, ловлі риби, торгівлі та багатьма іншими способами. Так місцеві татари займалися скотарством, розводячи коней, верблюдів і рогатий скот. Також, за даними деяких краєзнавців, на розі сучасної вулиці Європейської та провулку Театрального на місці будинку Посохова знаходилося мусульманське кладовище. А також у місті знаходилася досить відома кав'ярня сім'ї Аспоріді.

## 1789—1914:Російська імперія

Пам'ятник Антону Головатому, Старо-Базарний сквер

### Взяття фортеці Хаджибей
Під час Російсько-турецької війни (1787—1792) фортеця привернула увагу російських військ Олександра Суворова, що слідували на Бендери. У серпні 1789 року генерал-майору Хосе де Рібасу було віддано наказ захопити Хаджибейську фортецю. 3 вересня з Очакова були направлені три кінських полки та три полки козаків Чорноморського козацького війська. Козацькими загонами керували Антін Головатий та Захарій Чепіга.
Провести військовиків до османського форпосту допоміг осавул Кіндратій Табанець, що знав багато маловідомих степових шляхів. Планувалося, що загін Хосе де Рібаса буде підтримано основними силами корпусу генерала Івана Гудовича. Крім того, до Хаджибейської затоки повинна була пробути російська ескадра з 20 канонерськими човнами під командуванням контрадмірала Марка Войновича, чиїм завданням було атакувати османський флот (близько 40 османських суден у морі та 33 маленьких суден, що стояли на якорі недалеко від берега) і, таким чином, відвернути на себе вогонь корабельної артилерії. Проте ані корпус Гудовича, ані ескадра Войновича у призначений час під Хаджибей не з'явилися.

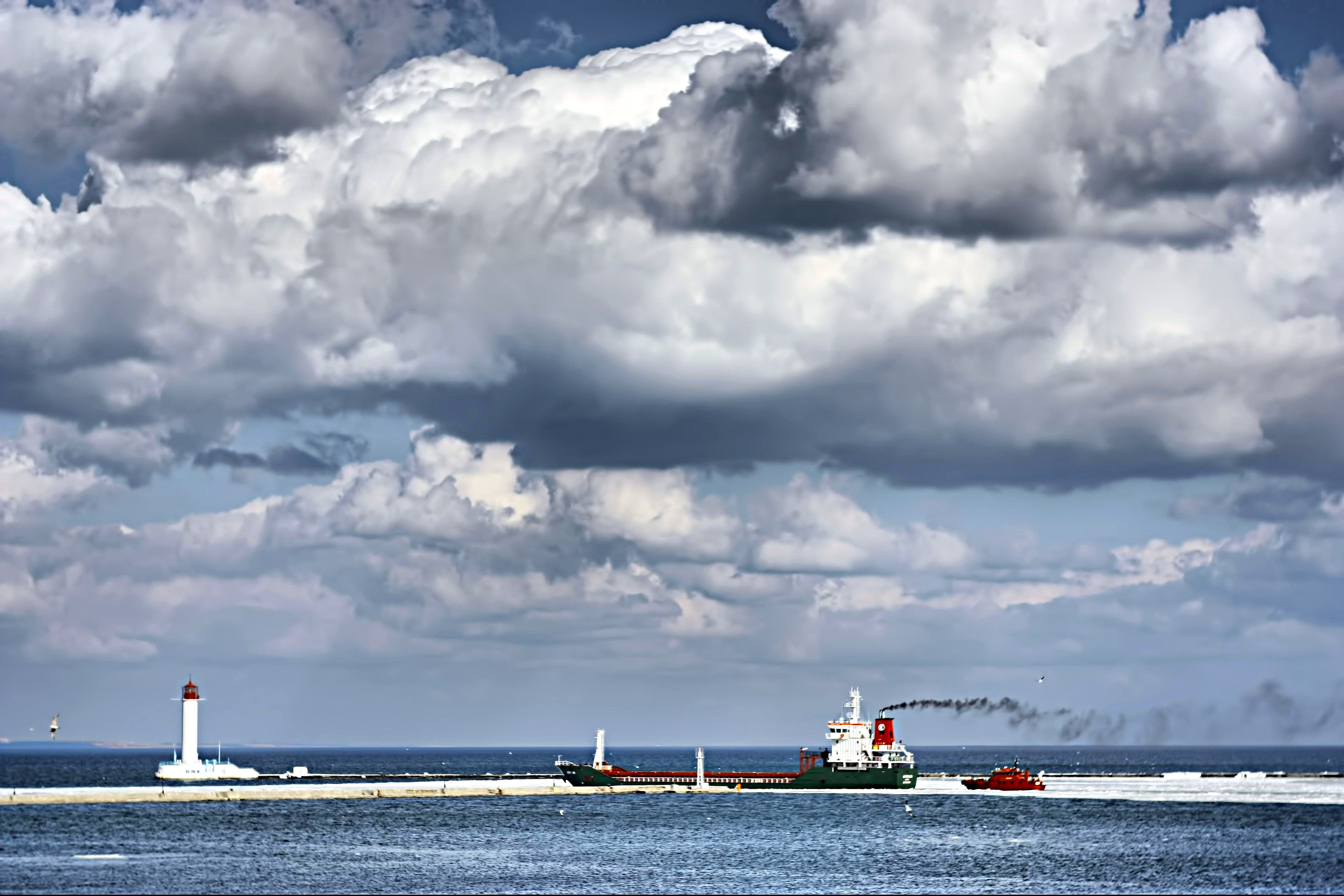
Воронцовський маяк (зліва) та Платонівський мол перед ним, названий на честь Платона Зубова

Вночі між 13 (24) вересня та 14 (25) вересня того ж року Хосе де Рібас разом зі своїм загоном, який складався з російських військ, двох піших і трьох кінних полків, зважився на самостійний штурм фортеці, внаслідок чого на світанку, між 4 та 5 годиною, фортеця була захоплена козацько-російськими військами. Серед втрат де Рібаса було 5 убитих, а також поранено 1-го офіцера, 1 унтерофіцера та 31 рядового; з османської сторони було близько 200 солдатів та офіцерів вбито, а усі інші були узяті в полон. Серед полонених був і командувач османських військ у фортеці, Ахмет-паша. У той же день каталонець видав наказ, що суворо забороняв підпали та грабування. Однак 10 листопада того ж року російський генерал, Григорій Потьомкін, розпорядився розібрати форпост по каменях.

### Епоха де Рібаса

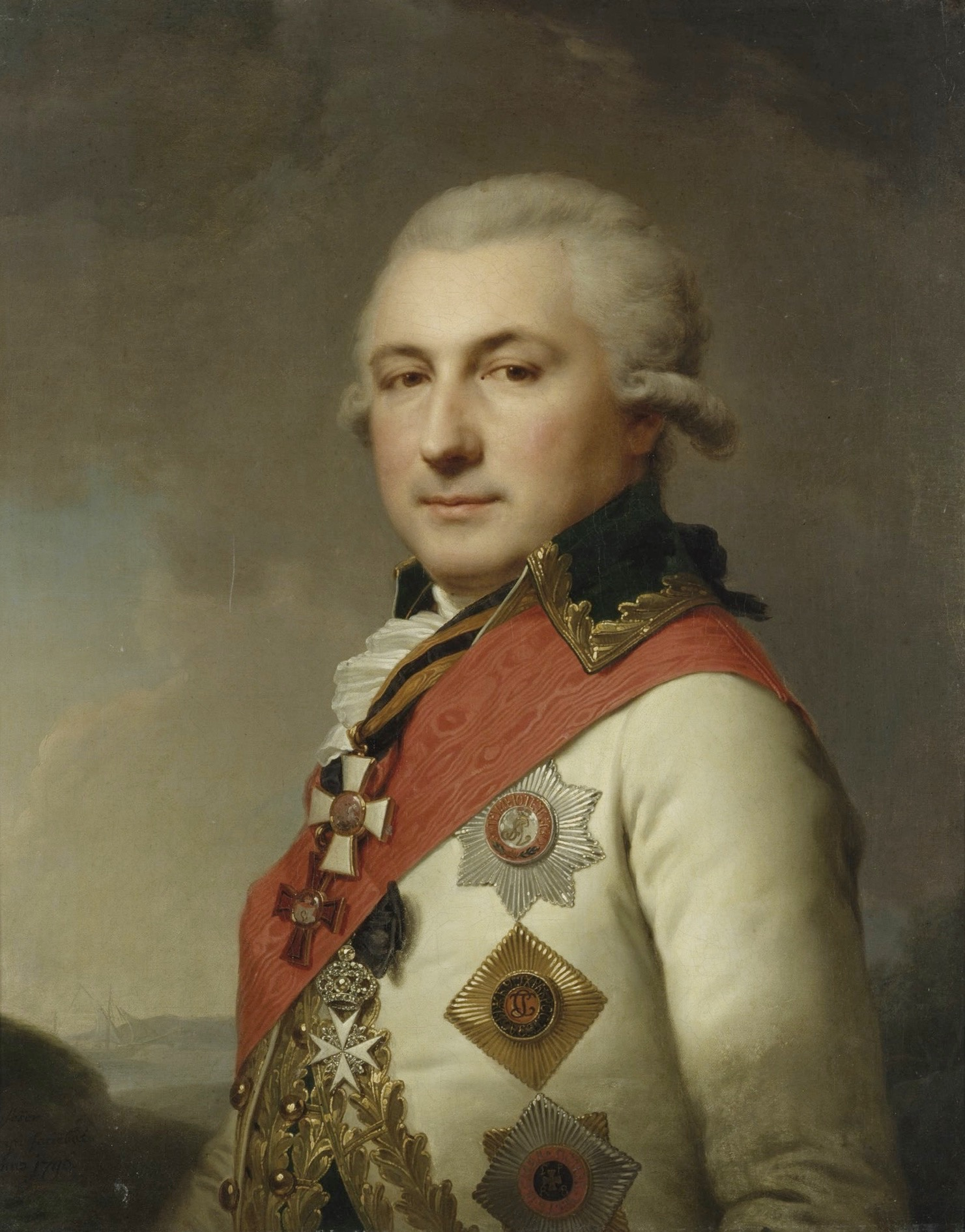
Портрет Хосе де Рібаса, 1796 рік, Йоганн Баптист Лампі старший.

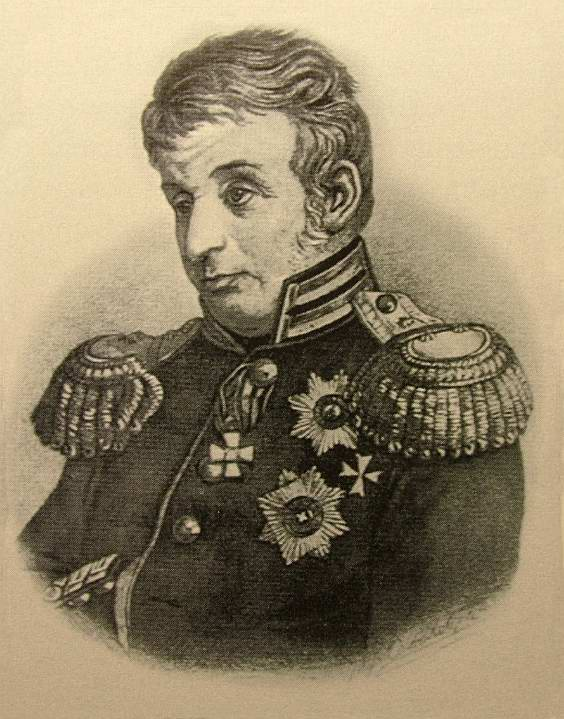
Портрет Франца де Воллана, 1800—1805 роки.

З приходом нової влади у місті з'явилися перші православні священнослужителі — протоієрей Єпіфаній та отець Павло. Місцеве населення, після захоплення міста, розбіглися і зачаїлися в степу навколо Хаджибея, інші ж поїхали у Османську імперію. Однак, згодом, хаджибейці поступово почали повертатися на рідні землі. Вони були нечисленними — станом на 1793 рік тут проживало 254 особи у 8-ми населених пунктах. У самому Хаджибеї населення становило 28 особи у десяти дворах. Наприкінці липня того ж року на місці старої фортеці почалося будування нової для захисту прикордонних земель. На місці Хаджибея, рескриптом російської імператриці, Катерини II, від 27 травня (7 червня) 1794 року на самому заході новопридбаної території Російської імперії — Новоросії почалася розбудова міста. Проєкт будівництва міста, порту і нової фортеці вона доручила нідерландському військовому інженерові Францу де Воллану, який втілив при цьому принципи давньоримського містобудування. При цьому за зведення нового порту на Чорному морі та за розбудову сучасного міста відповідали граф Хосе де Рібас та граф Платон Зубов. Зубов, до речі, багато уваги приділив розбудові міста саме на цьому місті, адже генерал-аншеф Олександр Суворов не був зацікавлений у розбудові міста та заснуванню порту і його цікавила лише фортеця; контрадмірал Микола Мордвинов вважав, що новий порт має бути побудований в Очакові; а колись славетний Григорій Потьомкін боровся за розбудову Кінбурну. Однак тільки Платон Зубов підтримав де Рібаса та де Воллана, які вважали, що Хаджибей знаходиться у найвигіднішому місті для порту. Тому, вдячні одесити, назвали один з портових молів на честь Зубова — Платонівським.
|                                             | ...ставлю вас до відома, що побудова цього порту передоручено мені. Для виконання цього задуму вам виділяються необхідні суми та матеріали. На вас покладається замість генерал-аншефа Суворова нагляд за кріпосними роботами... в Одесі... Оригінальний текст (рос.) ...ставлю вас в известность, что построение сего порта препоручено мне. Для исполнения этого замысла вам выделяются необходимые суммы и материалы. На вас возлагается вместо генерал-аншефа Суворова надзор за крепостными работами... в Одессе... |
| — З листа Платона Зубова до Хосе де Рібаса, | |

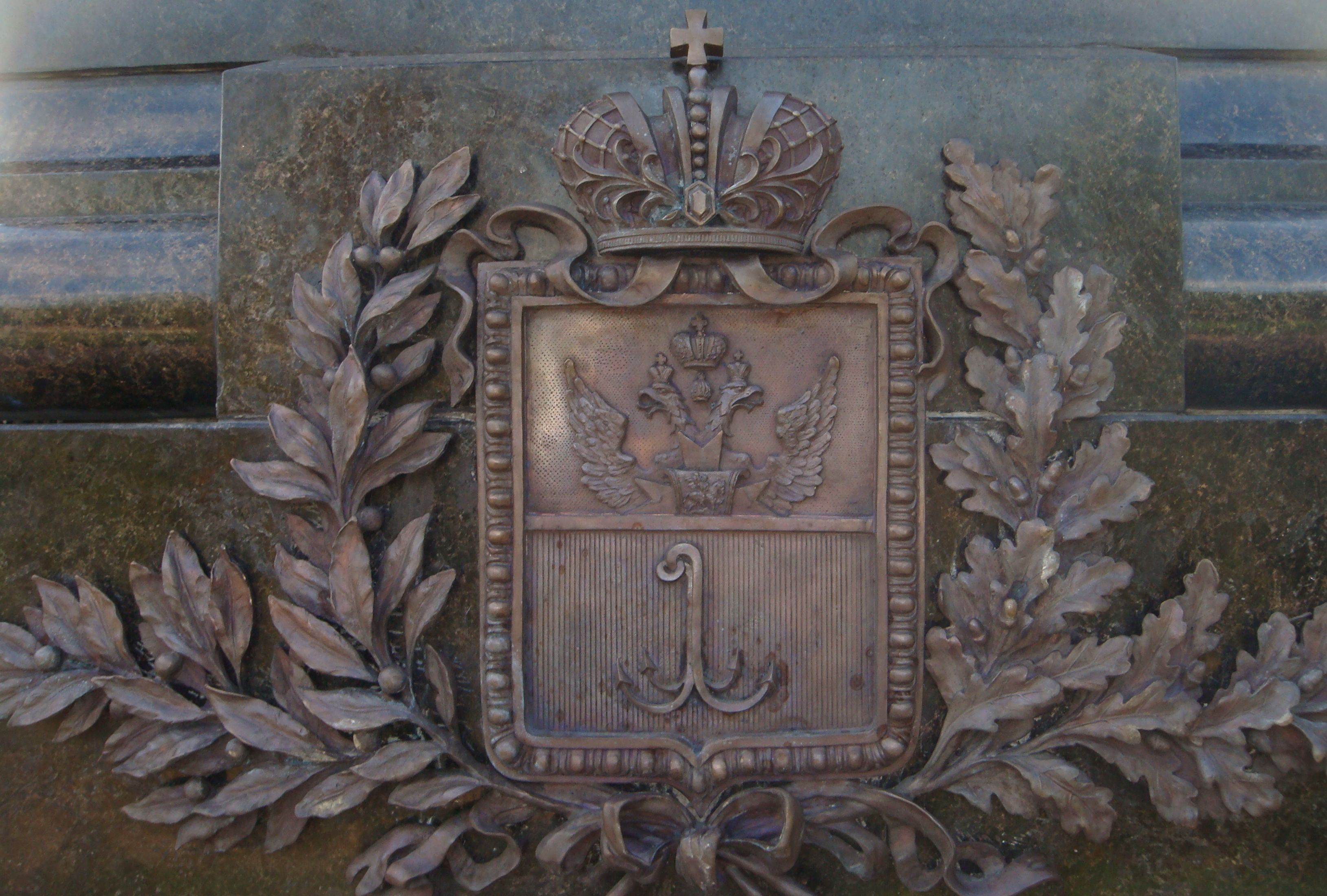
Герб Одеси «павлівського типу», який використовувався з 1798 року по 1801 рік. Фрагмент Олександрівської колони.

Окрім того, 1794 року по 1797 рік, у Хаджибеї базувалася частина військ чорноморських козаків, яка називалася «Чорноморська козача команда, що складається з козаків при Хаджибеї (Одесі)». Вона станом на 21 серпня (1 вересня) 1794 року становила 434 козаки. У першу чергу вони займалися розбудовою порту, а також іншими будівничими роботами. Разом з козаками порт також будували військові чотирьох російських полків — Вібеського та Нижньогородського мушкетерських і Миколаївського та Дніпровського гренадерських, а так же Бузького та Катеринославського полків козацьких військ. Кожного дня у затоці працювало близько 400 чоловіків, які перебували у жахливих умовах і отримували погану їжу, внаслідок цього під час будівництва порту померло близько чверті робітників. Перший будинок при новому управлінні збудував граф Григорій Волконський 22 серпня (2 вересня) 1794 року на розі сучасних вулиць Ланжеронівської та Рішельєвської. Ця дата досі вважається «Днем заснування міста» і досі святкується одеситами. Того ж дня з благословення митрополита Катеринославського та Херсонес-Таврійського Гавриїла були забиті перші палі дому. Наступного року під час першого офіційного перепису населення у місті мешкало вже 2360 осіб, що у десятки раз більше ніж півтора року тому. Приблизно водночас Хаджибей був перейменований на «Одесу». Однак, жодних офіційних документів, щодо перейменування й досі не знайдено. Відомо тільки те, що вперше назва «Одеса» зустрічається у документі від 10 (22) січня 1795 року. Вважається, що назва пов'язана з давньогрецькою колонією Одессо́с. Наприкінці XVIII століття була традиція називати міста грецькими іменами (наприклад, Ольвіополь, Севастополь, Сімферополь, Тирасполь тощо). 27 січня (7 лютого) 1795 року було засновано Вознесенське намісництво, до складу якого увійшла Одеса. Місцева адміністрація за наказом каталонського графа почала видавати «відкриті листки» на довічне володіння земельними ділянками. Для прикладу де Рібас сам взяв собі ділянку, на місці сучасної вулиці Польської, і самостійно забудував її. За його прикладом земельні ділянки узяли собі усі місцеві чиновники й почали їх забудовувати, однак місцеве населення не виказувало такої активності, як того хотів Хосе. Зважаючи на ці обставини було вирішено заселити частину міста італійцями, греками та албанцями, що брали участь в останній російсько-турецькій війні на боці росіян. У листопаді 1795 року з грецьких та албанських вояків було зібрано дивізіон, що складався з 300 солдатів та офіцерів і їх було поселено у місті. Подібна практика проводилася ще до того з козаками, яких де Рібас поселив у місті. Так в Одесі з'явилися вулиці Велика Арнаутська та Мала Арнаутська, що брали назву від субетнічної групи албанців — арванітів; грецькі вулиця та площа, а також топоніми козацького життя на Пересипу — вулиці Чорноморського Козацтва, отамана Головатого й отамана Чепіги.
6 (17) листопада 1796 року російська імператриця Катерина II померла. Згодом на престол зайняв Павло I, що, на відміну від своєї матері, не проявляв такого інтересу до її задумів державного устрою. Таким чином найближчим часом Платона Зубова було відправлено у відставку, 12 (23) грудня Павлом I було видано наказ, що забороняв самовільний перехід поселян з одного місця на інше, а також встановлював штрафи за надання притулку утікачам. Беручи до уваги, що Одесі конче потрібне було населення, такий указ значно погіршив становище у місті. Вже через 14 днів 26 грудня (6 січня) було скасовано комісію, що керувала зведенням фортеці та порту, а ще через 15 днів до Петербурга було викликано де Рібаса та де Воллана.

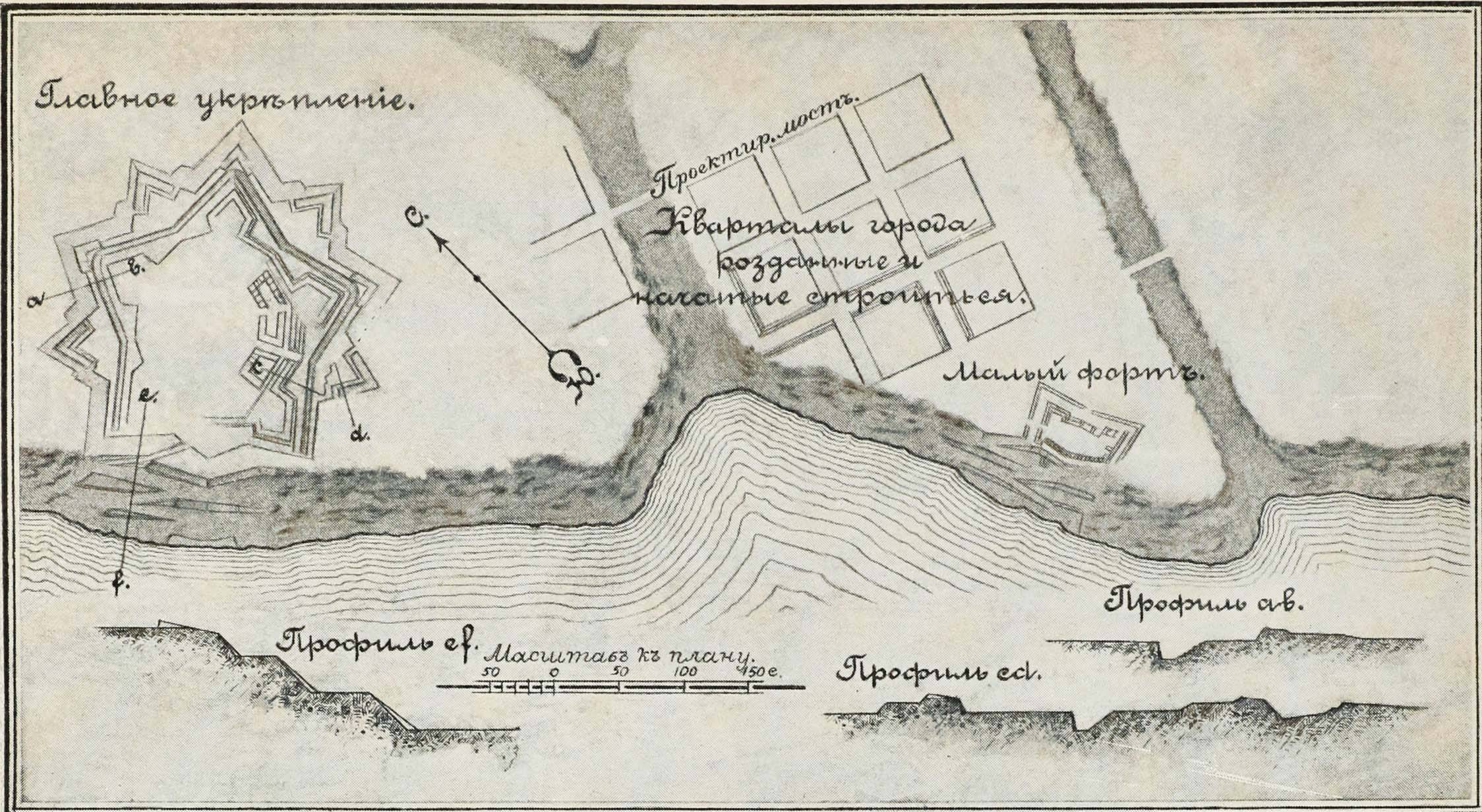
План Одеської фортеці (ліворуч) та нових міських кварталів (праворуч) у місті, 1797 рік.

Місто у той час переживало не найкращі часи, однак на початку 1800 року воно отримало державний кредит на 14 років у розмірі 250 тисячі російських рублів. За легендою, багато у чому цьому кредиту сприяв, так званий, «апельсиновий хабар». Того року магістрат відправив до столиці унтерофіцера грецького дивізіону, Григорія Раксоматі з трьома тисячами апельсинів. За легендою, саме через те, що імператору сподобалися незвичні для півночі фрукти, він вирішив допомогти південному місту у розбудові великого порту. При імператорстві Павла місто також отримало перший герб. На верхній золотій частині щита зображений державний двоголовий орел, а у нижній частині срібний якір кішка. Оскільки герб Одеси затверджувався за Павла I, то російський орел у верхній половині щита зображувався «Павлівського типу», себто з елементом Мальтійського хреста, який після смерті імператора було прибрано з герба міста.

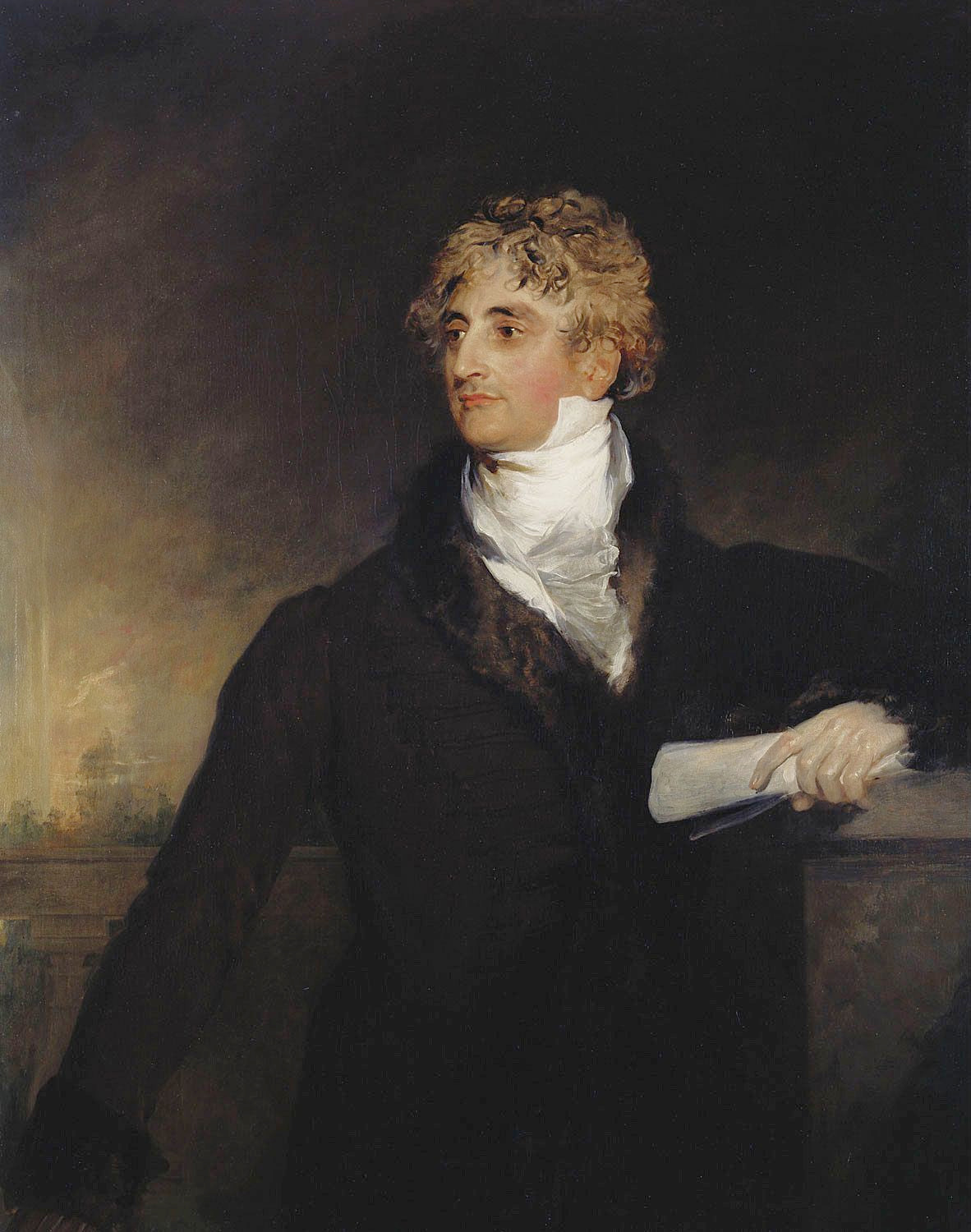
Портрет Армана Емманюеля дю Плессі, герцога де Рішельє, 1824 рік, Томас Лоуренс.

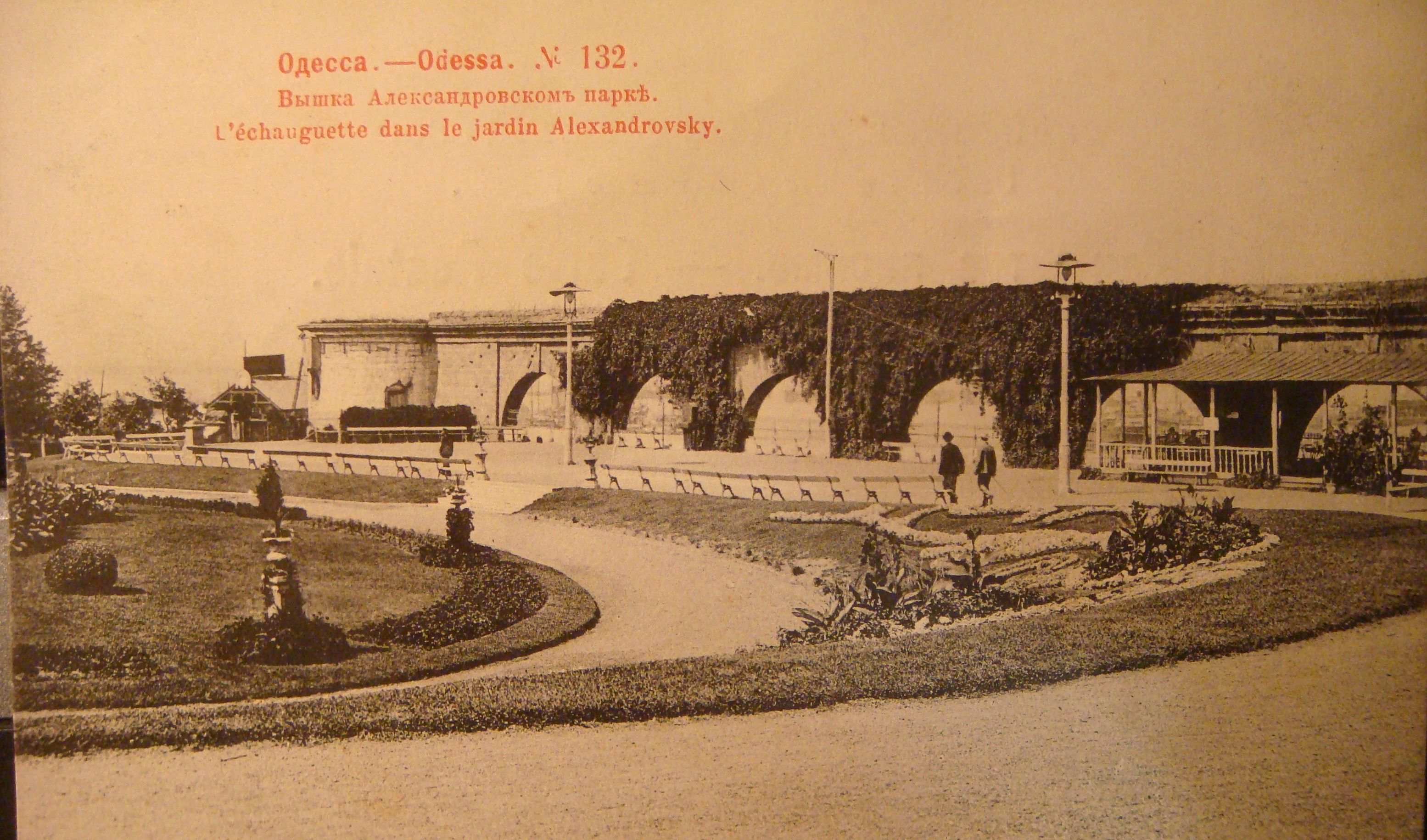
Аркада карантину з Пороховою баштою, що слугували карантином для товарів та пасажирів, прибулих у порт. Поштівка початку XX століття.

12 (24) березня 1801 року імператора було вбито у результаті заколоту, а його наступником став Олександр I. Вже тоді до місцевого порту приходили кораблі з найбільших торгових центрів Європи: Марселя, Галаца, Неаполя, Стамбула, Пірея, Генуї тощо. Завдяки цьому одеські ринки було завжди наповнені різноманітною продукцією, яку можна було знайти на континенті та поза ним. До міста, зазвичай, привозилася кава, фрукти, тютюн та халва, а вивозили здебільшого пшеницю, рибу, м'ясо, вовну тощо. Вважається, що саме через великий попит до Одеси європейських торгових суден молодий імператор вирішив направити до «Південної Пальміри» одного з найкращих своїх слуг — Армана Емманюеля дю Плессі, герцога де Рішельє.

### Епоха де Рішельє
Саме герцог де Рішельє, нащадок відомого кардинала, став першим градоначальником Одеси. Емманюель де Рішельє ще до призначення на цей пост був знайомий вже з померлим тоді Хосе де Рібасом, а також з Францом де Волланом та Луї Ланжероном, що у майбутньому також відіграв велику роль в історії Одеси. Усі вони брали участь у штурмі Ізмаїла 1790 року. Перед приходом герцога на посаду губернатора місто дуже страждало на нестачу води та дерева для опалювання, а доходи Одеси були значно менші за видатки міської влади.

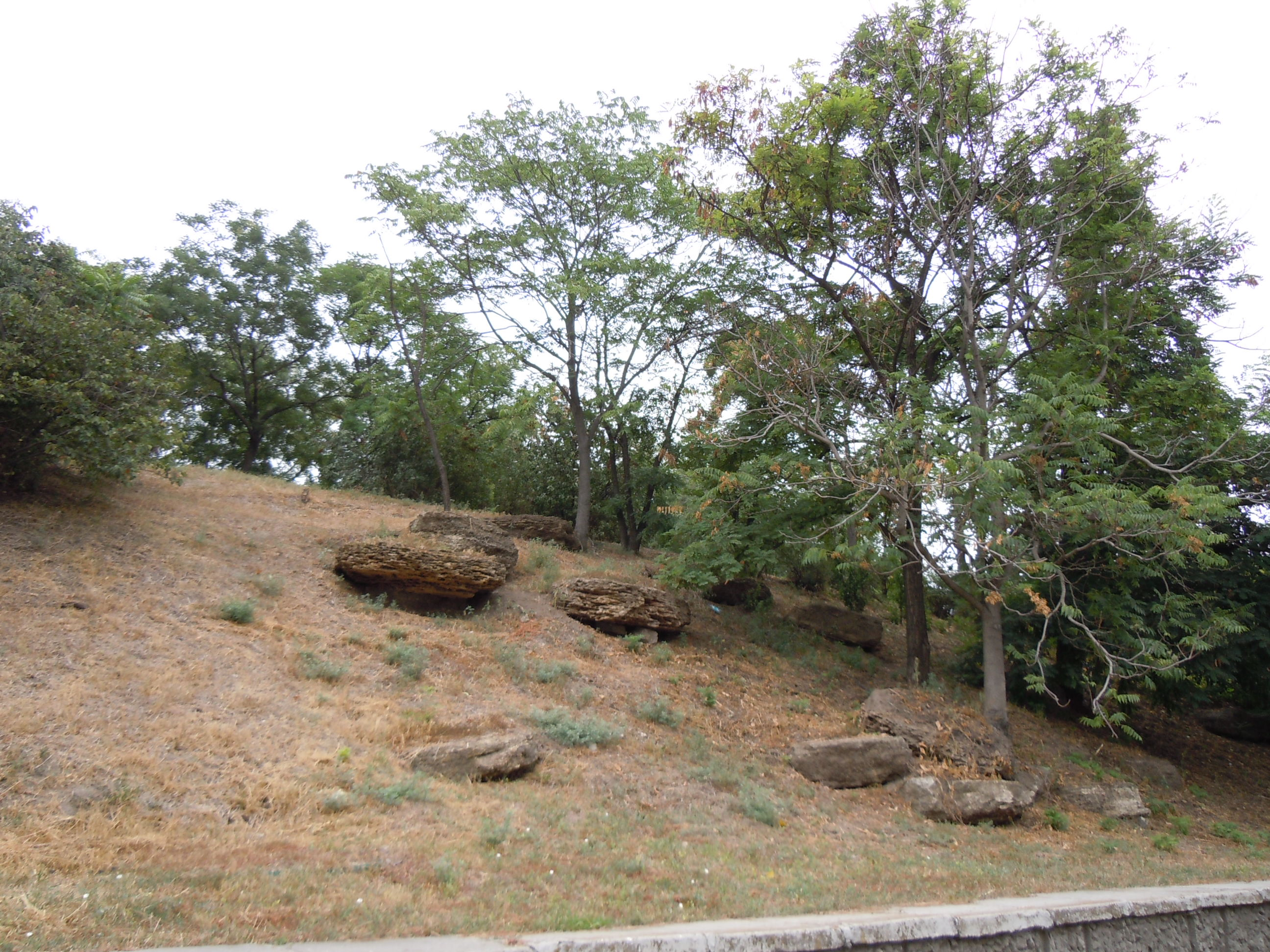
Чумна гора — братська могила похованих від декількох епідемій чуми в Одесі.

Емманюель де Рішельє почав вкладати гроші у портові споруди для їх розширення, адже майже половина торгових суден, що йшли Чорним морем зупинялися в Одесі. Станом на момент приходу на нову, у 1803 році чисельність населення міста становила близько дев'яти тисяч мешканців. Герцог зумів знайти спільну мову з місцевим населенням, що представляли різні народи: арваніти, болгари, греки, євреї, італійці, українці, росіяни, французи тощо. Зокрема, ногайці, що жили на цих землях ще у XIV столітті дуже шанували французького чиновника, він розв'язав проблему їх розселення й окрім того, у кожному поселені збудував мечеть та будинок для мулли та його сім'ї. Згодом у краї з'явилися перші виноробні підприємства. Завдяки капіталам, що постійно надходили до міста, воно збагатилося багатьма новими гарними будинками, що їх план особисто затверджував градоначальник. У перші роки управління герцога з'явився перший театр, перша міська лікарня, собор, католицька церква та почалося будівництво карантину. Також цей період позначився початком продажу пшениці у великих розмірах до Європи. Так у 1804 році одеські купці заробили трохи більше ніж 3,3 мільйона російських рублів, що у 4,5 раза більше ніж два роки тому. Велику увагу градоначальник приділяв озелененню міста. Зокрема, під час його управління брат адмірала де Рібаса, Фелікс, подарував Одесі свій сад. Вже 1808 року в Одесі, як у найбільшому порту країни, відкрився перший комерційний суд.
Місто поступово розвивалося, так у 1812 році населення міста становило 20 тисяч осіб, що у 100 разів більше ніж 20 років тому. Однак саме того року в Одесі, як і в усій Новоросії спалахнула одна з найстрашніших хвороб людства — чума і це при тому, що країна почала війну із Францією під час Наполеонівських війн. Першими померлими виявилися артисти італійської трупи, що були на гастролях в Одесі. Вони померли наприкінці липня 1812 року, однак правильний діагноз було встановлено лише через місяць спеціальною комісією, що її зібрав де Рішельє. Хвороба невблаганно розширювалася, так до листопада того ж року у місті померло, близько 1720 осіб, а випадки смертності через чуму охопили увесь регіон від Бессарабії аж до Кубані. У результаті цих подій у місті було введено загальний карантин: пересування було заборонене без спеціальних пропусків, а місто було на спеціальному положенні. Однак, серед найбідніших жителів, ці заходи мало хто дотримувався. Тоді міська влада вирішила спалювати заражені будинки з усіма скарбами. Особливо хвороба не вщухала у районі Карантинного та Військового узвозів. І тільки у лютому 1813 року Одеса позбулася чуми й була оголошена «безнапасним містом». Усього під час епідемії загинуло 2656 осіб, себто кожен 10-й, а одужало від хвороби лише 675 осіб. Усі померлі були поховані у братській могилі, що зветься «Чумна гора».
Під кінець управління Рішельє Одесою населення міста зросло до 35 тисяч осіб, що уп'ятеро більше ніж 10 років тому. Кількість будинків зросла до 2,6 тисячі, а також постійно зводилися нові. Торговельний обіг усіх портів Чорного та Азовського морів становив 45 мільйонів російських рублів на рік, 25 з яких припадало на одну тільки Одесу. Митні збори становили близько 2 мільйонів на рік, що у сотні раз більше ніж 15 років тому. Ім'ям герцога названі в Одесі Рішельєвська вулиця, Рішельєвський ліцей, Дюківський парк, що колись належав Арману Еммануелю, а також споруджено пам'ятник на його честь.

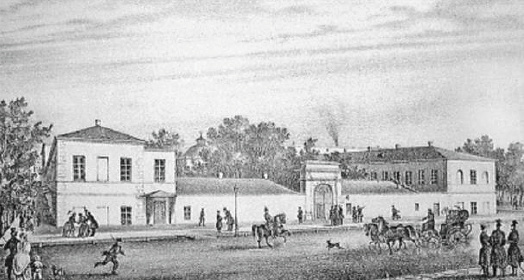
Перша будівля Рішельєвського ліцею, вул. Дерибасівська, 16.

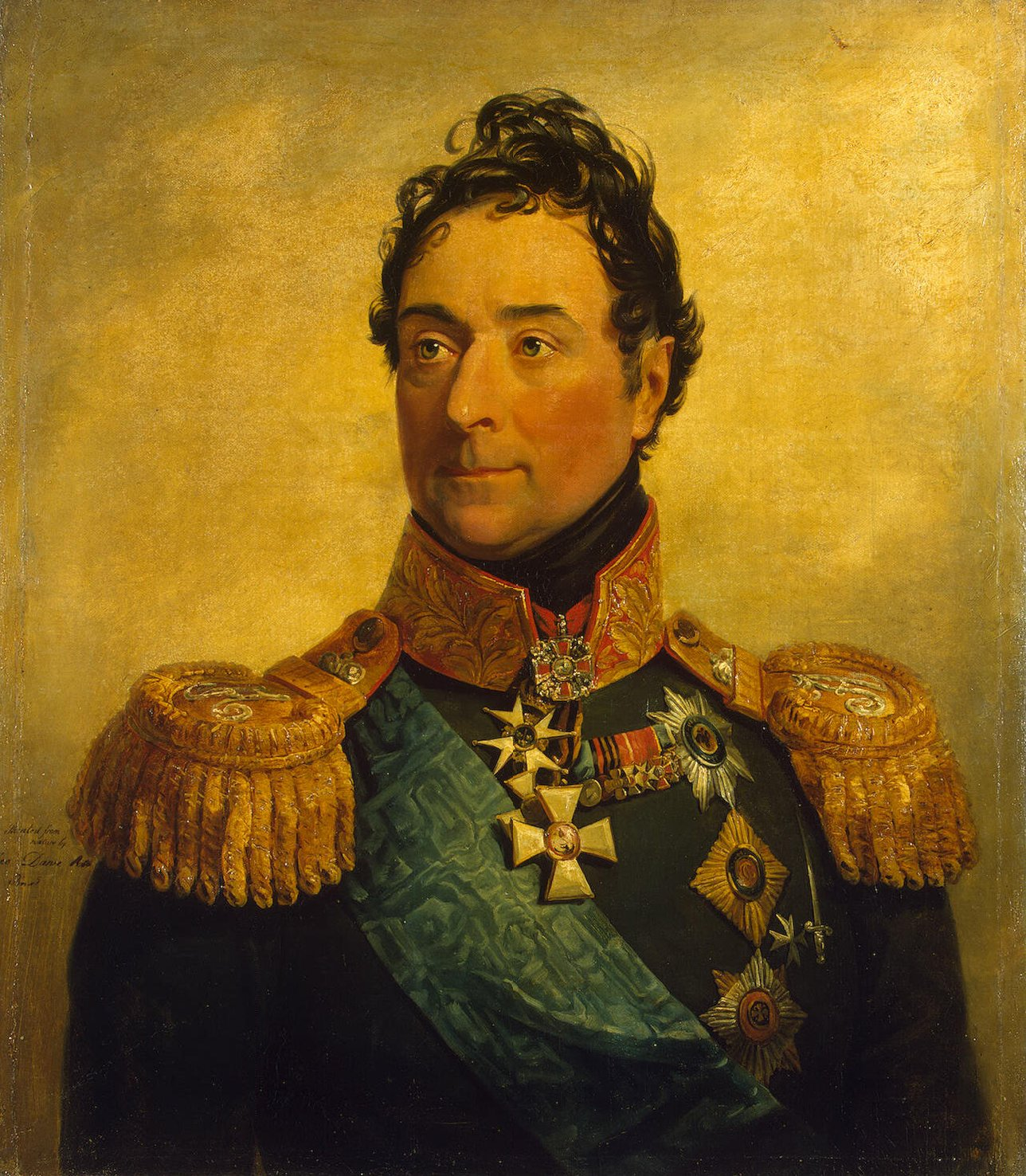
Портрет графа Луї Олександра Андро де Ланжерона, 1825 рік, Джордж Доу.

### Епоха де Ланжерона
У 1814 році кількість населення Одеси становило близько двадцяти тисяч осіб. З 26 вересня (8 жовтня) 1814 року по 31 грудня 1815 (12 січня 1816) року градоначальником тимчасово було призначено відомого у Російській імперії британця — Томаса Кобле. На честь нього згодом було названо село та однойменний курорт у Миколаївській області, а також відому українську марку вин. В Одесі ж британець залишив по собі славу голови дворянства міста, а також назву однієї з вулиць. Вже з 1 (13) січня 1816 року посаду голови Одеського градоначальництва посів граф Луї Олександр Андро де Ланжерон.
Станом на початок 1816 року експорт з Одеси оцінювався 37,7 мільйона російських рублів, з яких 33 мільйонів становила лише пшениця. У той час багацько купців збагатилося на продажі саме цього товару. Зокрема, Димитріос Інглезі, Григоріос Маразлі-старший, Феодор Родоканакі тощо. Одним з найбільших досягнень Ланжерона вважається встановлення у місті режиму «порто-франко», що означало скасування мита на ввезення товарів, а, отже, різкий підйом економіки. розмови про встановлення цього режиму велися ще з 1798 року, однак лише при Олександрі де Ланжероні «порто-франко» було встановлено 15 (27) серпня 1819 року. У зв'язку із цим поблизу порту було вирито два спеціальні рови: «Херсонська митниця» (на Пересипу) та «Тираспольська митниця» (на Молдаванці). Себто, митний кордон розтягнувся від Сухого лиману до Куяльницького. Однак, через численні порушення кордону, його довелося скоротити до території від порту до сучасної вулиці Старопортофранківської. Згодом, все ж, зону розширили, додавши місцевості Малого Фонтану, Молдаванки та Пересипу. А у 1859 році статус «порто-франко» було остаточно скасовано. За 40 років вільного порту Одеса стала експортером хлібу світового рівня.
|                  | Величезне значення одеської відпускної торгівлі у справі підняття виробничих сил краю навряд чи потребує доказів, якщо пригадати, що в щасливі роки з Одеси вивозилося хлібних продуктів більше, ніж з усіх портів Сполучених Штатів Америки усього. |
| — Доротея Атлас, | |

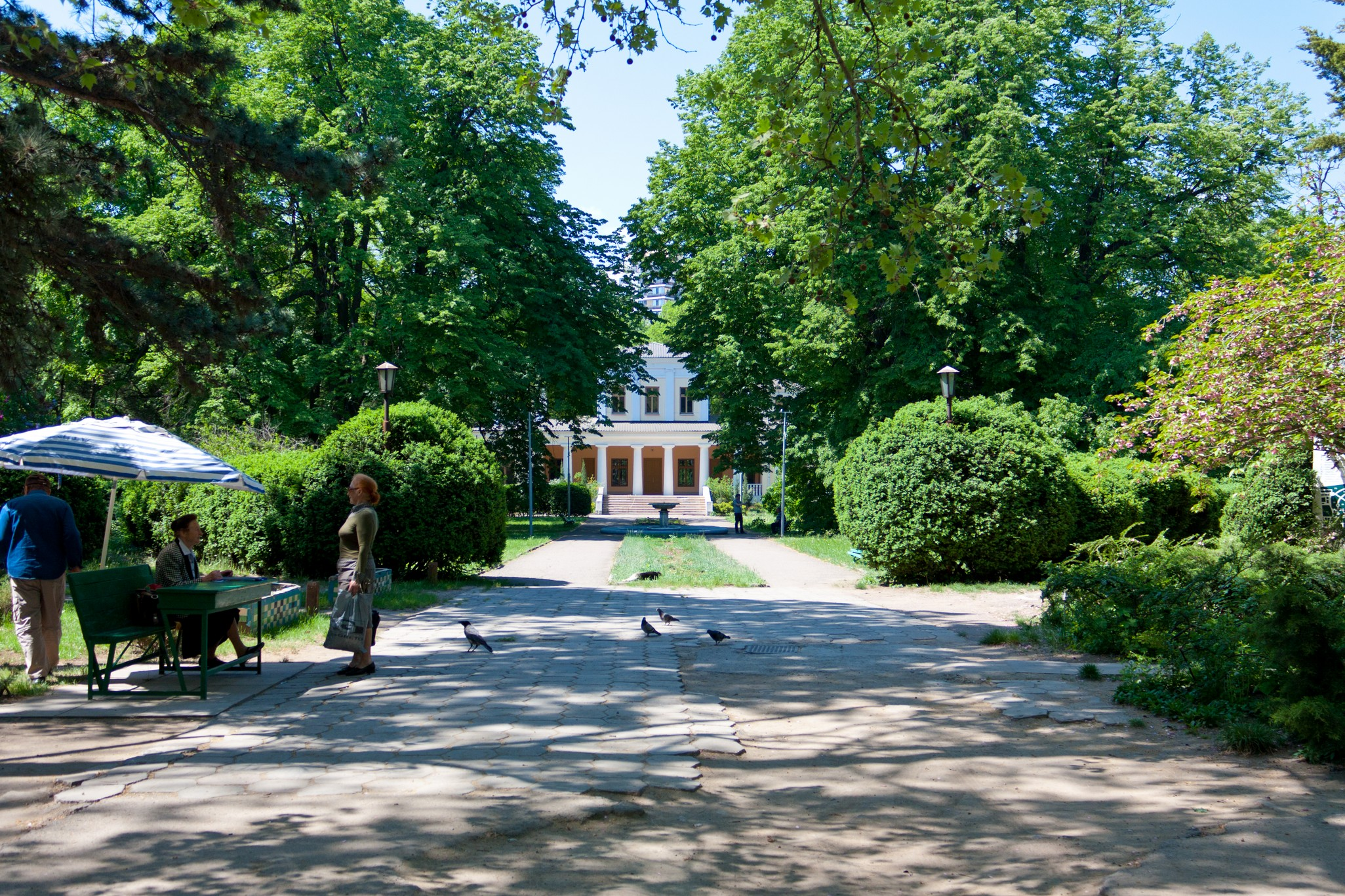
Одеський ботанічний сад.

1818 року у місті сталася ще одна визначна подія. Градоначальник запросив садівника Карла Дессмета для заснування ботанічного саду. Наступні кілька років також мали кілька історичних подій. 1819 року було затверджено статут нового Рішельєвського ліцею, а також було відкрито перший банк «Rodokanaki & Co» місцевим підприємцем та меценатом Феодором Родоканакі. Наступного року вийшла перша газета у місту — «Messager de la Russie Meridionalle», а ще через два роки вийшов мистецький журнал «Troubadour d'Odessa».
На той час Ланжерон поєднував у своїй особі дві посади — градоначальника Одеси та генерал-губернатора Новоросії. У 1820 француз звернувся до імператора, просячи його розділити ці дві посади, зважаючи на велику втому. 22 травня (3 червня) 1820 року градоначальником Одеси став Микола Трегубов. Однак, призначення Трегубова на цю посаду не означало повний відхід від справ Ланжерона. Наступного року зусиллями графа було покладено початок багаторічному сполученню Одеси зі Стамбулом. Приблизно водночас архітектор Франсуа Шаль отримав завдання розробити генеральний план міста. Після його розробки, план було схвалено спочатку генерал-губернатором, а потім Олександром I. Цей проєкт передбачав створення місцевості, що могла б стати культурним центром міста. Такою місцевістю став Приморський бульвар та його околиці. Роботи почалися 1821 року після чого були знесені військові казарми та полкова церква, що знаходилися у цьому місці. Безпосереднім будуванням займався інший архітектор Шарль Мішель Потьє, що також багато працював у Криму. 17 (29) липня 1822 року Ланжерон залишив посаду генерал-губернатора у зв'язку зі здоров'ям.

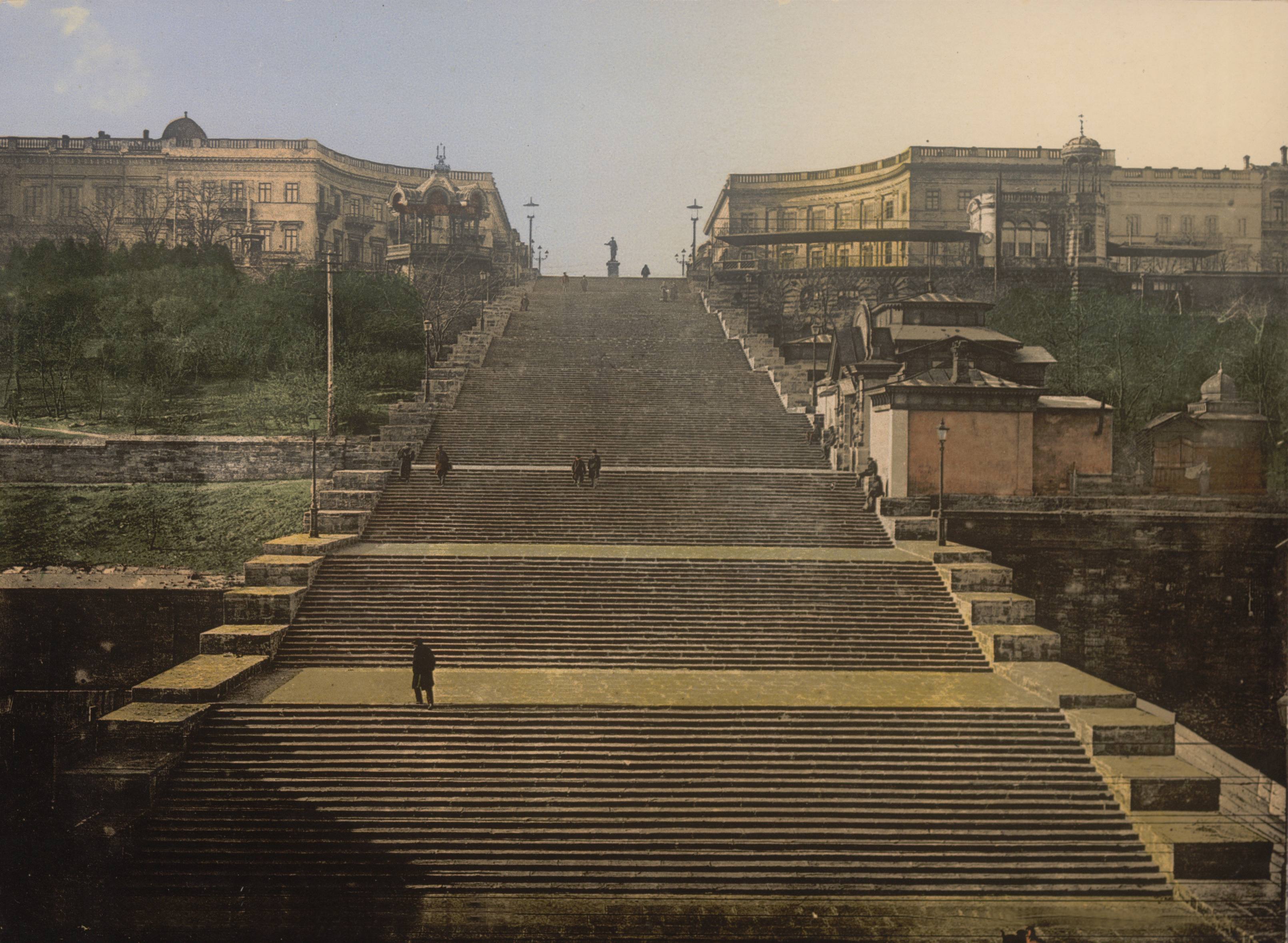
Потьомкінські сходи, також відомі, як «Гігантські» або «Рішельєвські».

### Епоха Воронцова
7 травня (19 травня) 1823 року графа Михайла Семеновича Воронцова було призначено Новоросійським генерал-губернатором і Уповноваженим намісником Бессарабської області. Вже влітку граф прийняв свої повноваження та приїхав у свою резиденцію, що знаходилася в Одесі. Діяльність Воронцова в історії міста характеризується перш за все замощенням вулиць «Південної перлини» щебенем, який добувався на околицях міста та приверненням до міста уваги аристократії, інтелігенції та багатих людей з усієї імперії. Окрім того, при Михайлі Семеновичі було повністю збудовано та приведено до ладу головні вулиці міста: Грецька, Дерибасівська, Рішельєвська, Херсонська (нині Пастера), Катерининська. Також при Воронцові почалася масова забудова інших вулиць міста. Ділянки під будинки віддавали безкоштовно, але з однією умовою: через п'ять років на цій землі повинен стояти будинок, у разі ж, якщо за цей термін власник не виконав умов, то міська влада передавала ділянку іншому забудовнику.

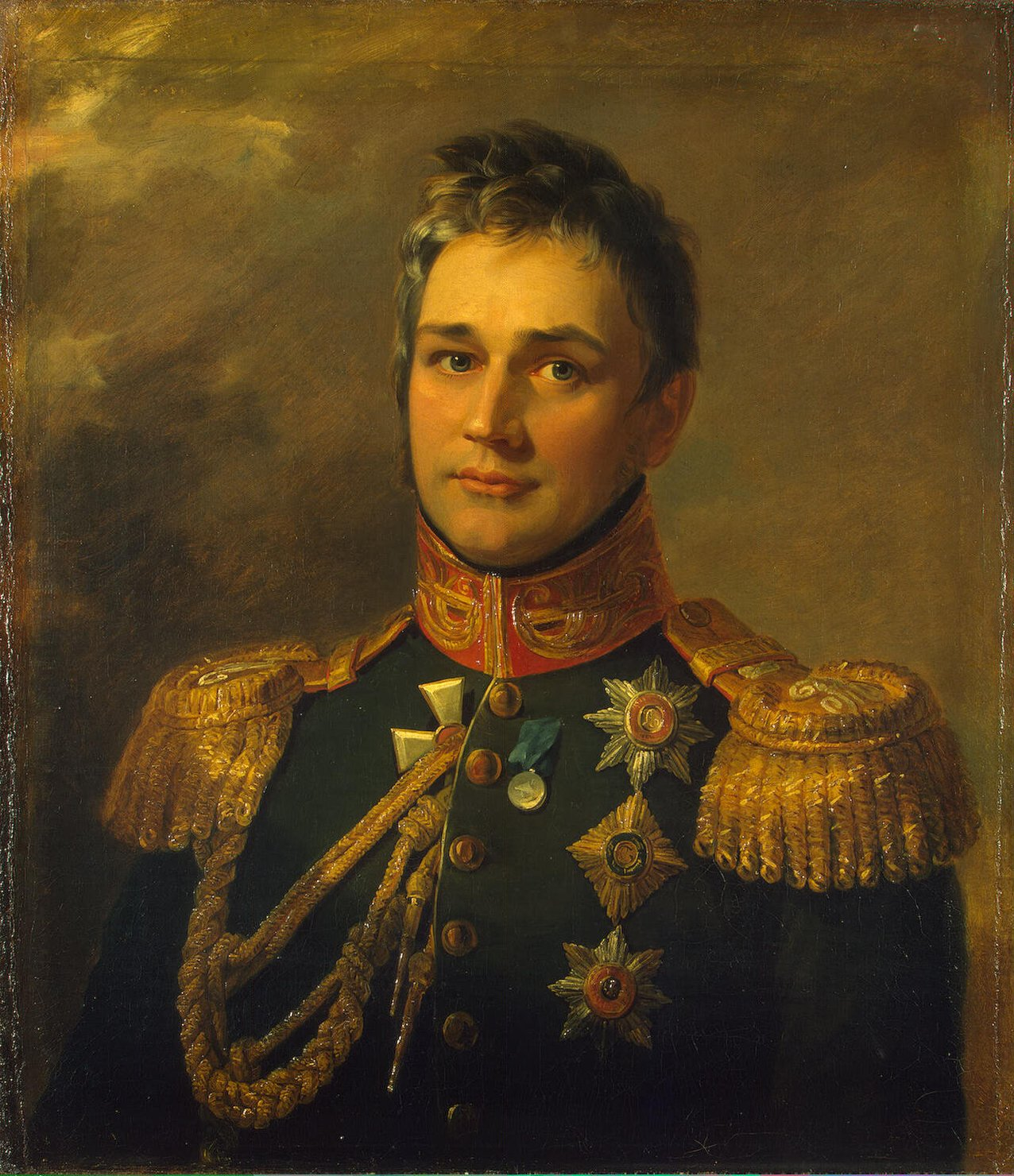
Портрет Світлішого князя Михайла Семеновича Воронцова, Джордж Доу.

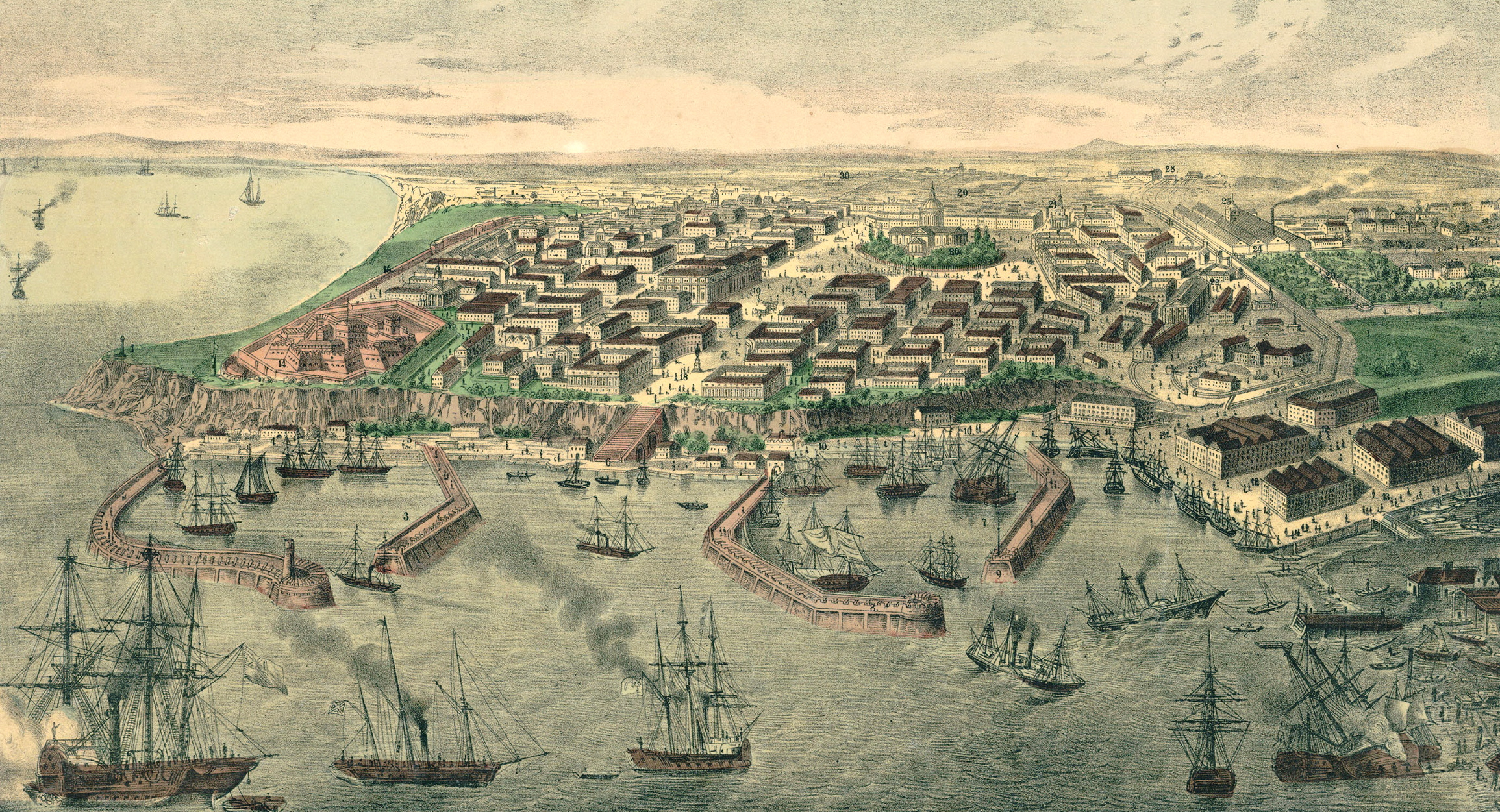
Мапа міста, 1850 рік

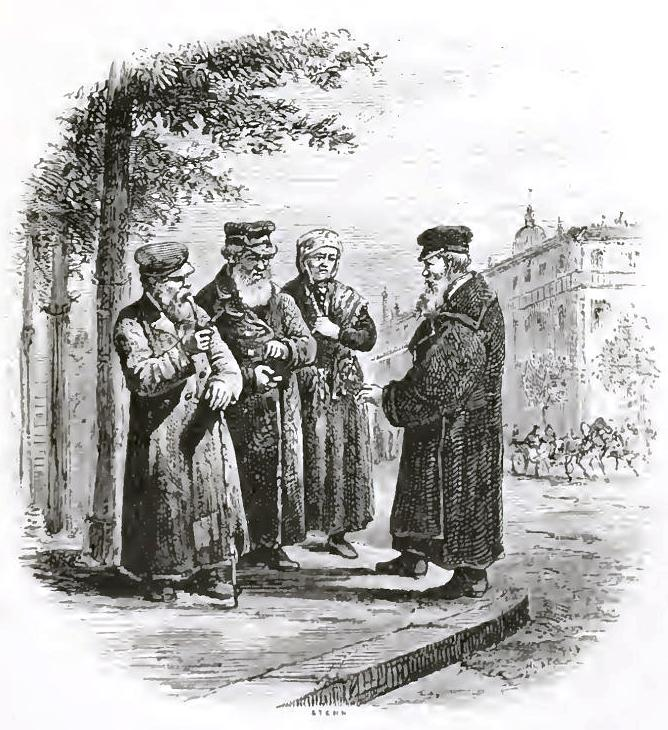
Євреї Одеси, 1876 рік.

Епоха Воронцова в історії міста відзначилася не тільки економічними показниками, як було при колишніх управлінцях, а й великою кількістю архітектурних та культурних пам'яток міста, що були збудовані за часи графа. Насамперед, архітектурний ансамбль Приморського бульвару, який з'єднано Потьомкінськими сходами з портом.1826 року на місці будинку поміщика Куликовського Михайло Семенович Воронцов збудував свій власний палац, який стоїть з одного боку Приморського бульвару. З іншого боку бульвару будується біржа. 30 липня (11 серпня) 1827 року було закладено перший пам'ятник міста — Арману де Рішельє, який знаходиться у центрі бульвару. Під його основу було закладено монети із зображенням французьких королів та російських імператорів, під опікою яких герцог служив. А вже у травні наступного року цей пам'ятник було відкрито. Приблизно водночас було засновано сквер «Пале-Рояль», що у той час слугував, як торговий центр. У ньому розташовувалося багато магазинів та майстерень. Неабияким попитом серед багатої шляхти та купецтва користувалися тогочасні архітектори Одеси: Франсіско та Джованні Фраполлі, Франческо Боффо, Юст Гаюї, Джорджо Торрічеллі тощо. Саме вони збудували більшу частину пам'яток міста на початку XIX століття. 1834 року на Куяльницькому лимані було відкрито лікарню, якою керував відомий медик того часу Ераст Андрієвський.

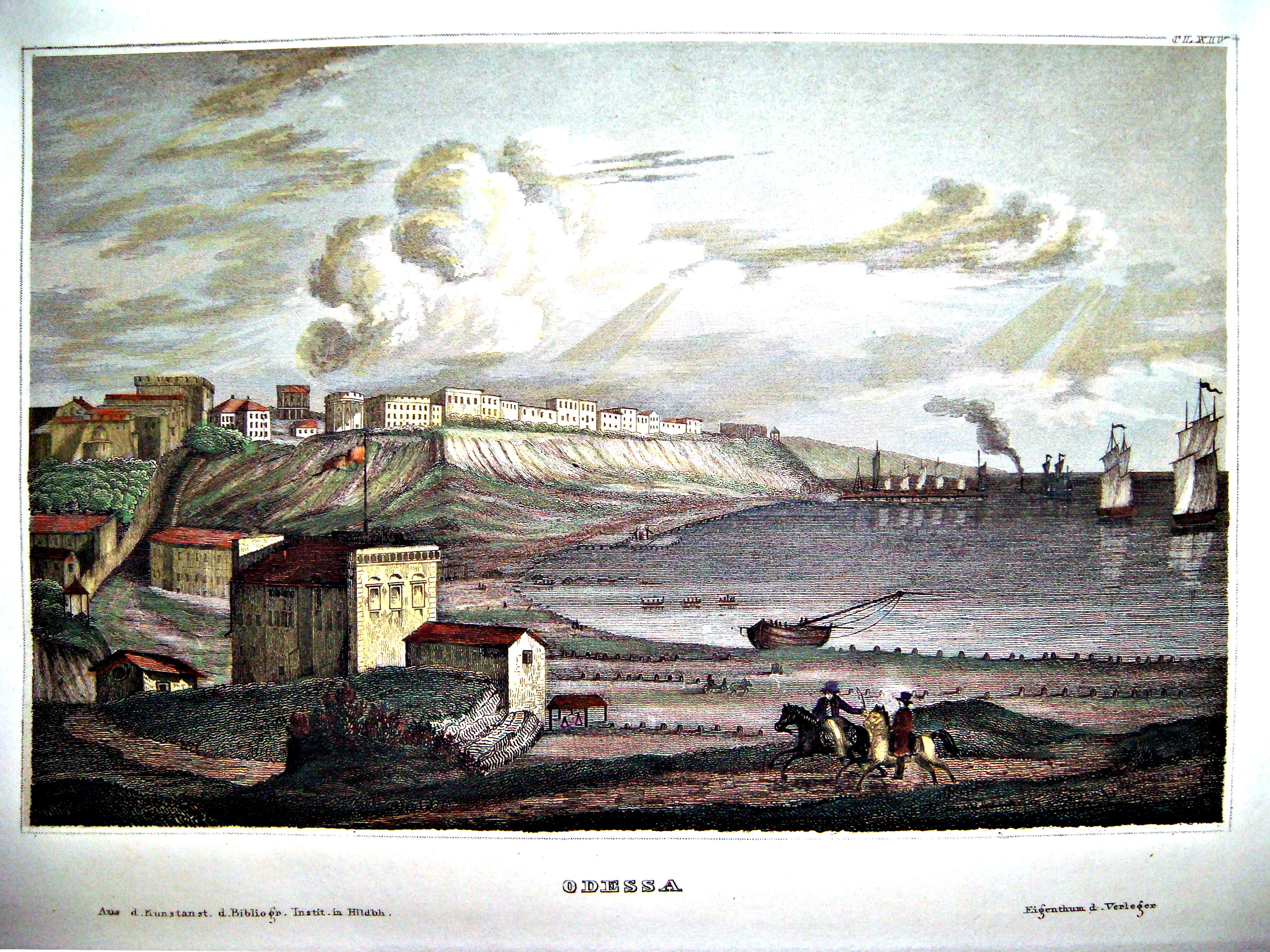
Розмальована гравюра із зображенням на Одесу, 1837 рік.

Графа, окрім іншого також дуже хвилювало питання освіти у місті. Під час його керівництва були засновані: Інститут шляхетних дівчат, чоловіча та жіноча гімназії, училища, школи, чотири приватних пансіонів, Товариство історії й старожитностей, Товариство сільського господарства Південної Росії, першим президентом якого став сам чиновник. 1825 року було відкрито перший музей на території України — Одеський міський музей старожитностей. Михайло Семенович приділив велику увагу також публічній бібліотеці, що була відкрита 25 вересня 1829 року, себто була стала другою бібліотекою в усій імперії та першою публічною бібліотекою в Україні. До фонду бібліотеки граф віддав свої власні книги (600 томів французьких класиків у розкішному виданні Фірмена Дідо). Такі ж внески зробило багато відомих тоді особистостей — Луї Ланжерон, Іван Бларамберг, Іван Стемпковський, Іван Сабанєєв тощо. Воронцов, окрім іншого, піклувався соціальним станом міста, зокрема, положенням релігійних меншин, насамперед, євреїв. Так, граф добився того, щоб під час візиту у місто дружини імператора, Олександри Федорівни, вона відвідала одну з місцевих синагог, а пізніше за пропозицією Михайла Семеновича імператор, Микола I, завітав до єврейських шкіл та лікарень. Така увага до єврейської меншини не могла не позначитися на увазі євреїв всієї Європи до Одеси. Вже через якийсь час до міста переїхала єврейська інтелігенція та багатії з Австрійської імперії. Через це у місто прийшла велика кількість іноземного капіталу, що не могло не позначитися на економічному становищі місцевих жителів.
Однак, на рівні із розвитком міста до нього повернулася чума. 1829 року епідемія спалахнула знов, але її вдалося досить швидко вгамувати. Вже через чотири роки увесь край охопив голод. Однак, саме завдяки генерал-губернатору Одесі вдалося позбутися голоду перш за все. Подружжя Воронцових витратило безліч особистих коштів на закупку зерна. А 1837 року у місті спалахнула найсильніша епідемія чуми. Воронцов, отримавши звістку про епідемію якраз перебував в Ялті й негайно вирушив до міста, боротися з хворобою. 1844 року місто відсвяткувало 50-річчя своєї розбудови та заснування порту. Того ж року Одеса посіла друге місце у країні за грошовим обігом портів, поступившись лише Санкт-Петербургу.

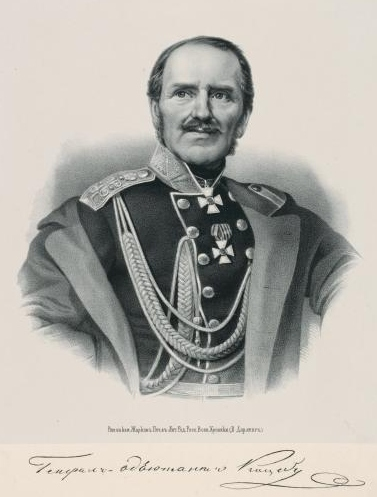
Портрет графа Пауля Деметріуса Коцебу

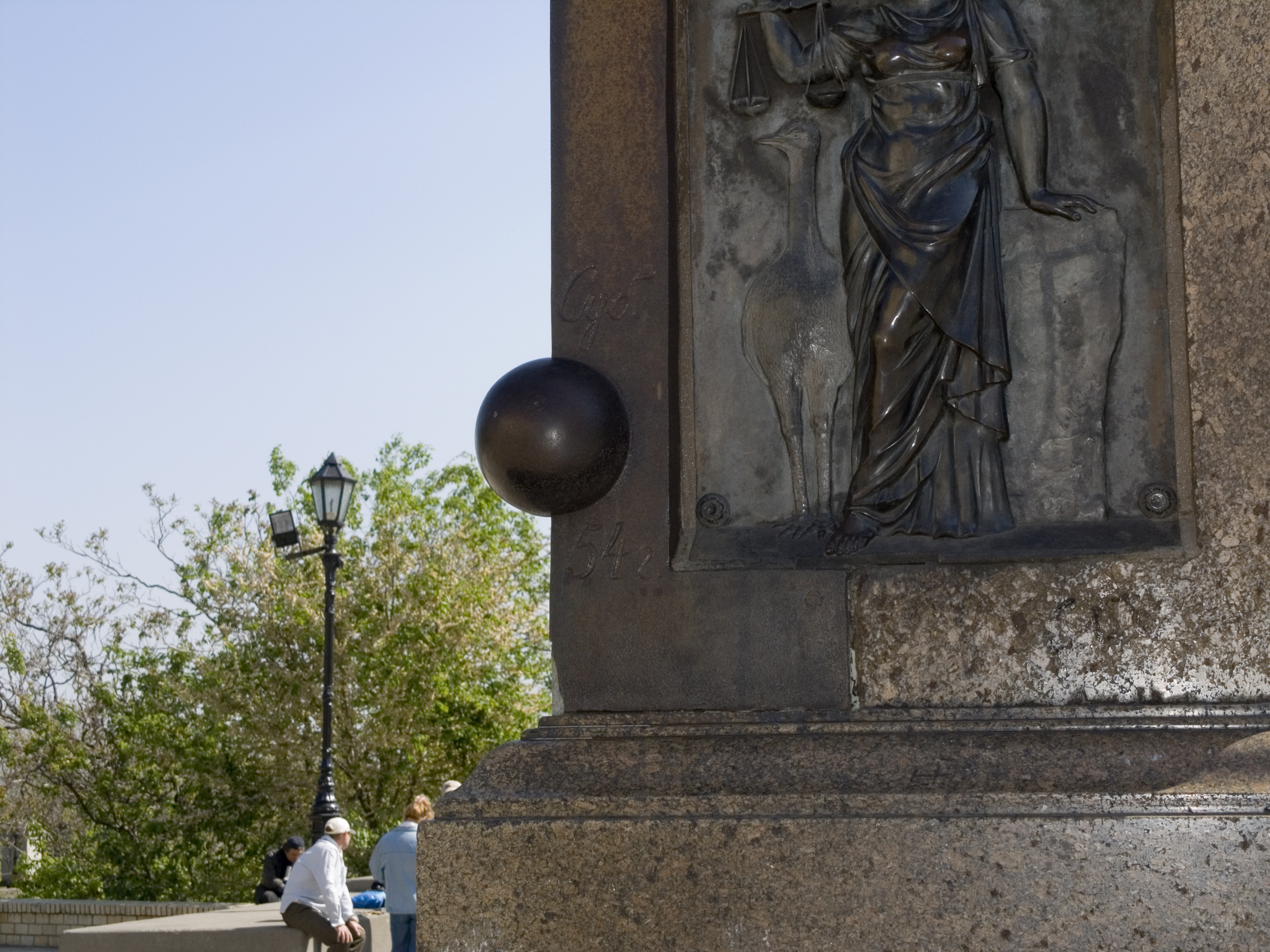
Снаряд, що пошкодив пам'ятник Арману де Рішельє під час бомбардування Одеси 1854 року і залишився там дотепер.

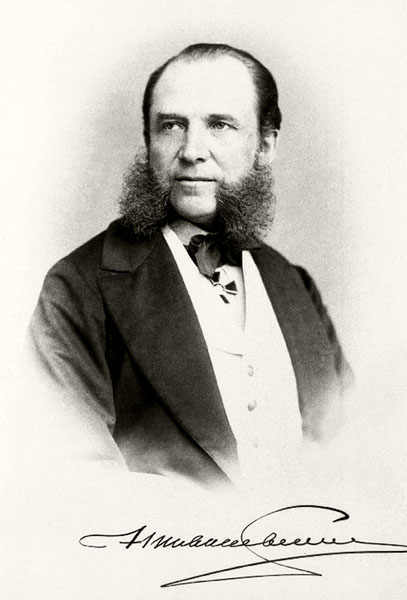
Микола Олександрович Новосельський

10 (22) квітня 1854 року під час Кримської війни Одеса була піддана бомбардуванню з боку британсько-французького флоту. Завданням нападу була капітуляція і міста, і порту. Однак, російські військовики, що вели оборону виграли й флот направився до Криму.

### Епоха Коцебу та Новосельського
Початок другої половини XIX століття для Одеси позначився великими змінами, зокрема, економічними. 1856 року у Парижі було підписано мирний трактат, за результатами якого було закінчено війну. У результаті закінчення військових дій і початку налагодження мирного життя торговельна активність у місті поновилася. Як і раніше головним продуктом продажу стало зерно. Щоправда, показники продажу цього продукту у порівнянні із попередніми роками скоротилися. Основною проблемою торговців став незадовільний стан залізничних колій на підході до міста. Наступного року було заснована компанія, що зробила великий внесок в історію Одеси — «Російське товариство пароплавства і торгівлі». Вже у наступні декілька років ця організація мала три торговельні кораблі, «Імператор Олександр II», «Великий князь Костянтин» та «Олег». А вже у квітні 1859 року було скасовано режим «порто-франко». Він протримався цілих сорок років історії міста й безумовно наклав свій відбиток на економічний стан, а також архітектуру міста та розвиток культури.

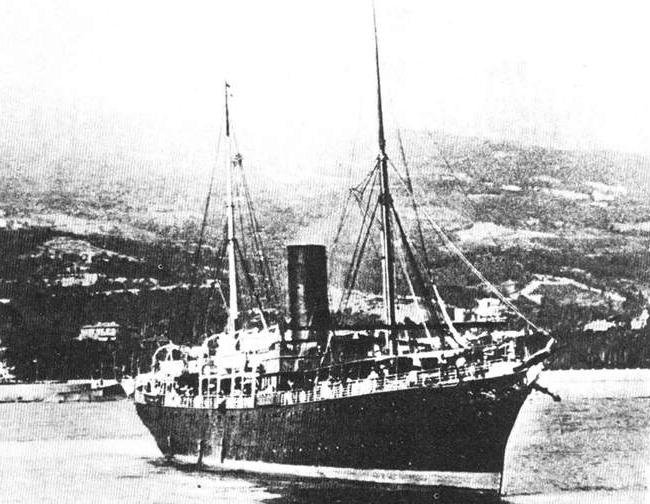
Пароплав «Великий князь Костянтин», який належав одній із найвпливовіших компаній Одеси другої половини XIX століття, Російському товариству пароплавства і торгівлі.

На початку 1870-х років почалося помітне зростання кількості промислових підприємств «Південної столиці», а у 1890-х роках їх кількість збільшилася у два з половиною рази відносно усієї попередньої історії міста. Особливо зросла кількість фабрик та заводів, що на той час працювали, здебільшого на парових двигунах. Зокрема, найбільшими підприємствами того часу були: джутова фабрика Родоканакі, залізничні майстерні, пробковий завод Арпса, канатний завод Новікова, цукрово-рафінадний завод Олександрівського товариства, завод акціонерного товариства з виробництва пляшок, чай розважувальна фабрика тощо. Також треба відзначити, що на Куяльницькому лимані відбувався видобуток солі. Підвищення кількості підприємств також і спричинило підвищення робочих місць, що, своєю чергою, збільшило кількість населення. Так на кінець 1860-х років в Одесі проживало 120 тисяч осіб; станом на 1873 рік кількість населення зросла до 193 513 осіб, а через дев'ятнадцять років кількість населення збільшилася до 340,5 тисяч осіб. Серед інших факторів підвищення населення необхідно також відзначити скасовування кріпацтва під час селянської реформи 1861 року. Колишні кріпаки шукали роботи для того щоб мати можливість утримувати сім'ю і тому переїжджали до міста. 1862 року сталася ще одна важлива подія — 10 червня того ж року було дано дозвіл на перетворення Рішельєвського ліцею на Новоросійський університет у чому дуже допоміг тодішній генерал-губернатор граф Олександр Строганов. 1873 року в Одесі біло відкрито водопровід. На той час це була найсучасніша водопровідна система в усій Європі та найбільша за протяжністю в імперії. Багато у чому цьому посприяли міський голова Микола Новосельський та генерал-губернатор граф Пауль Деметріус Коцебу. Серед інших їх заслуг у сфері доброустрію можна відзначити заміщення вулиць бруківкою, появу газових вуличних ліхтарів, відкриття першої залізничної лінії Одеса — Балта 3 (16) грудня 1865 року.

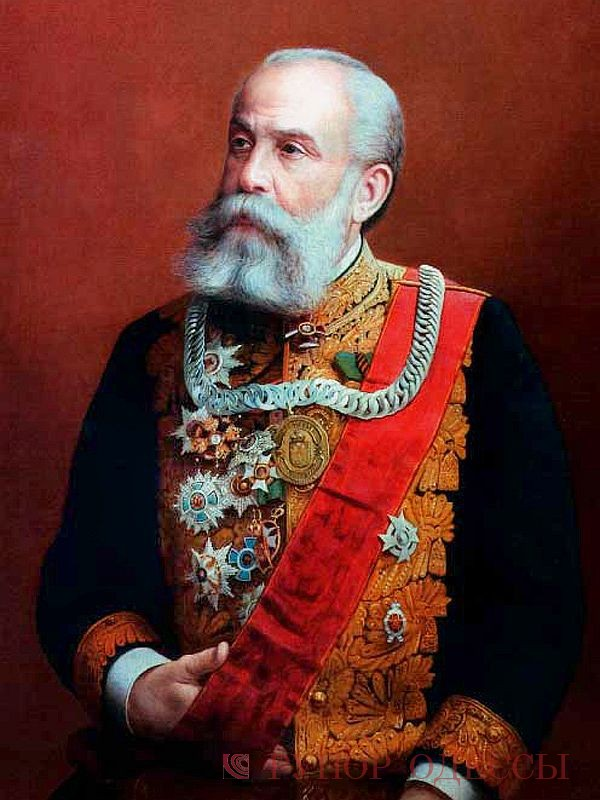
Портрет Григорія Григоровича Маразлі, 1896 рік, І. Карцов.

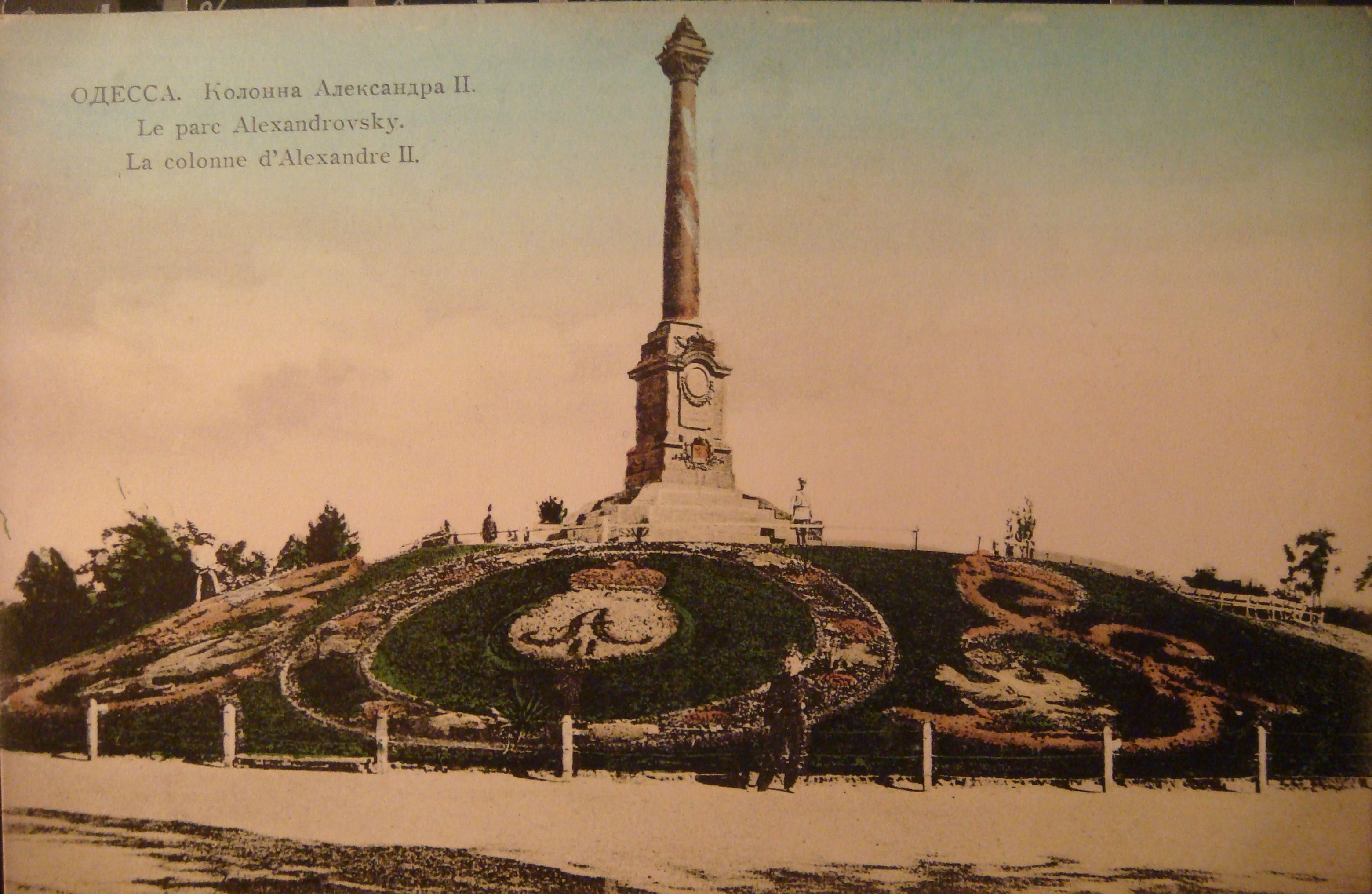
Поштова картка із зображенням пам'ятника-колони російському імператору Олександру II, початок XX століття.

### Епоха Маразлі
21 жовтня 1878 року (за іншими даними 20 вересня), змінивши Миколу Новосельського, який пішов у відставку, посаду міського голови отримав виходець з грецької сім'ї місцевого торговця зерном, Григорій Григорович Маразлі. Ще до того майбутній почесний громадянин міста тричі виконував обов'язки між переобраннями Новосельського, у 1871—1872, 1873 та 1875 роках. Вперше у Російській імперії в Одесі за управління Маразлі було зроблено багацько нововведень, що зробили місто не тільки одним із найкрасивіших та найсучасніших у країні, а й на усьому континенті. Зокрема, у 1881 році було збудовано кінну залізницю, закладено і споруджено Павлівську будівлю дешевих квартир (на кошти, пожертвувані П. З. Ямчитським), новий нічліжний притулок та дві їдальні біля Першого Християнського цвинтаря (для будівництва яких було надано 30 тисяч російських рублів), відкрито погруддя Олександру Пушкіну і пам'ятник-колону імператору Олександру II, споруджено комплекс лікувального закладу на Куяльницькому лимані, де на кошти Григорія Григоровича, 12 тисяч російських рублів, у 1886 році був побудований барак для бідних хворих, а також церкву. Окрім того, біло збудовано будинок притулку для тих що відбули покарання, відкритий притулок для дітей-сиріт, психіатричне відділення міської лікарні, лінія парового трамвая на Хаджибейський лиман, міські різниці, поля зрошування, дитячий міський сад із безкоштовними іграми та гімнастикою, хімічну лабораторію для дослідження харчових продуктів під керівництвом професора О. Веріга, відкрито так звані «криті ринки» (нині ринок «Новий Базар»), введено електроосвітлення тощо.[джерело?]
|                                  | У 1878 році Григорій Григорович Маразлі вступив у виконання обов'язків міського голови, — фінанси Одеси були в дуже жалюгідному становищі. За розписом на 1878 (рік вступу на посаду п. Маразлі) доходи міста, без напівкопійчаного збору, були перелічені в сумі 1 340 тис. рублів, витрати були перелічені в сумі 1 617 тис. рублів. Дефіцит являє собою значну цифру у 277 000 рублів, але зі вступом Маразлі міський розпис істотно змінюється (за винятком 1879 року). Він представляється в думу поступово з відомим залишком, який щорічно прогресивно збільшується і досягає вже в 1888 році значної цифри в 128 тис. рублів. За час керування Григорія Григоровича міськими справами місто прикрасився масою корисних громадських будівель ... |
| — Н. Фьодоров, «Століття Одеси», | |

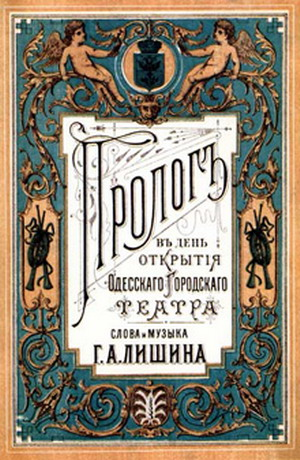
Афіша спектаклю-відкриття Міського театру в Одесі, 1887 рік.

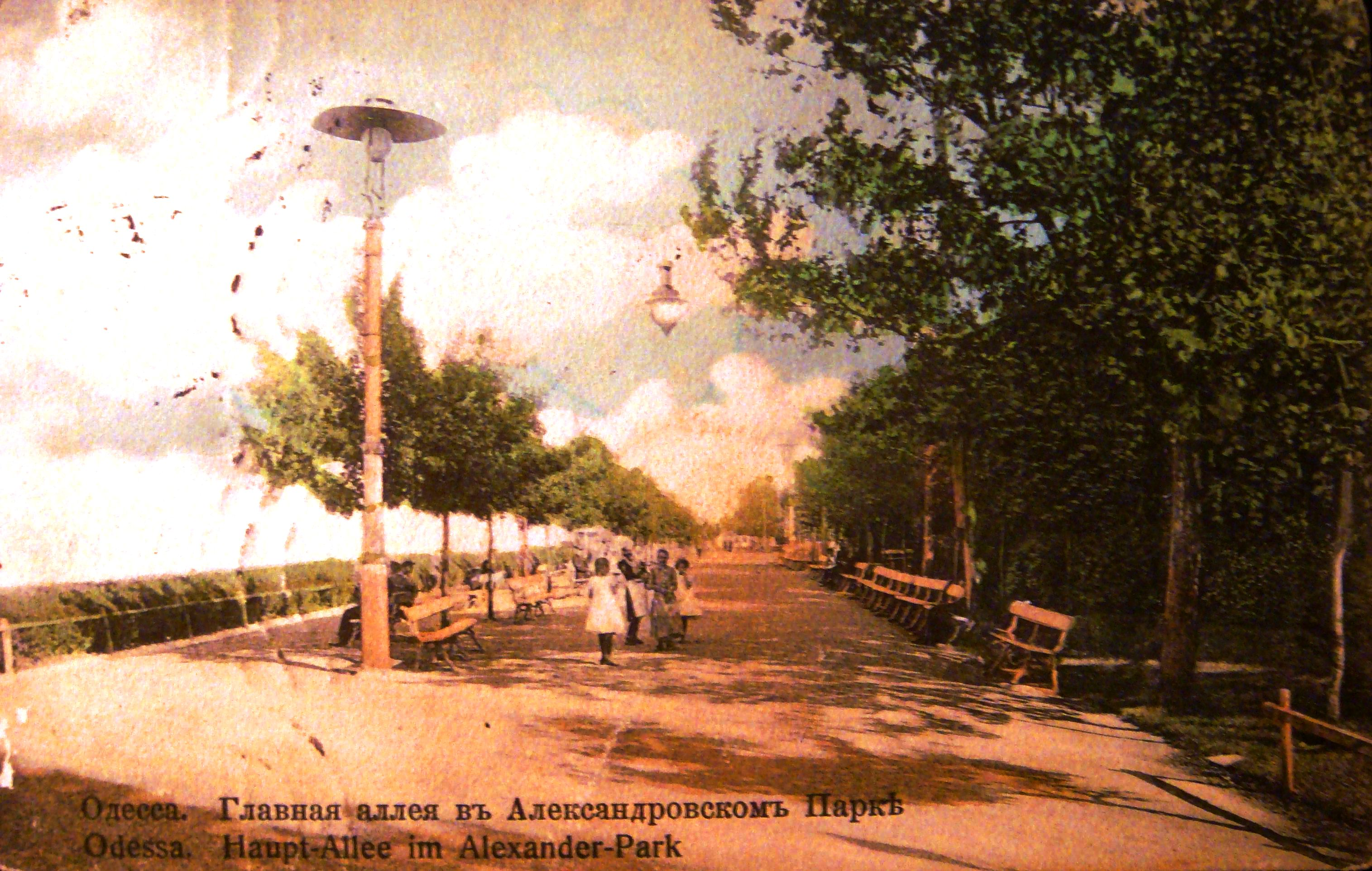
Поштова картка із зображенням головної алеї Олександрівського парку (нині парк імені Тараса Шевченка), початок XX століття.

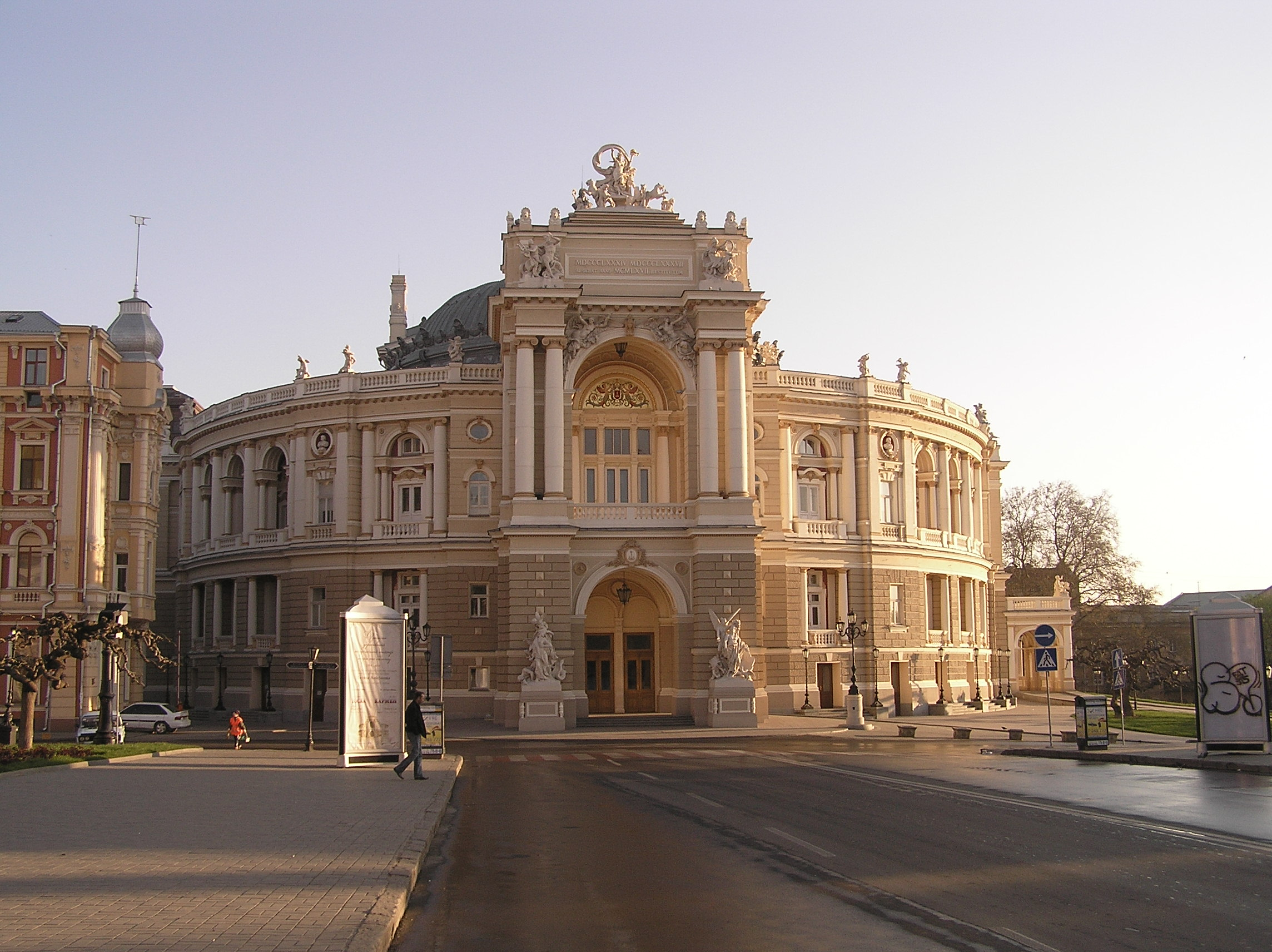
Одеський національний академічний театр опери та балету (колишній «Міський театр»).

Маразлі обирали на посаду міського голови чотири рази поспіль, у 1881, 1885, 1889 та 1893 році відповідно. Діяльність міського і його найближчих соратників спочатку була спрямована на зовнішні прикраси міста, за що міський голова та гласні думи піддавалися жорстокій критиці. Наприклад, за легендою, тодішній Одеський генерал-губернатор Христофор Рооп, зібравши гласних у себе вдома, заявив, маючи на увазі нещодавно зведений Олександрівський парк:
|                                 | Сади влаштовувати вмієте, а чисту білизну для хворих до міської лікарні доставляти не вмієте… |
| — Христофор Христофорович Рооп, |                                                                                               |

В 1886 році Мечников Ілля Ілліч та Гамалія Микола Федорович організували першу в Україні та другу у світі (після Пастерівського інституту, Париж) бактеріологічну станцію, про що повідомляє меморіальна дошка над під'їздом будинку № 4 на вулиці Льва Толстого. Спочатку станція розміщувалася в помешканні Гамалії на Канатній.
1 жовтня 1887 року відбулося урочисте відкриття нового міського театру, що його було збудовано на місці двох його попередників. Архітекторами споруди були відомі митці Центральної й Східної Європи, Фердинанд Фельнер та Герман Гельмер, а інженерами проєкту були вже місцеві майстри — Ф. В. Ґонсьоровський, Юрій Дмитренко та Олександр Бернардацці. Нині міський театр має назву «Одеський національний академічний театр опери та балету».
В 1894 році за проєктом інженера А. Д. Гельфанда зведена будівля цирку («Залізний цирк Санценбахера»).
У січні 1895 року вже у похилому віці міський голова, у зв'язку із хворобою, покинув свою посаду, однак продовжував цікавитися міським господарством і постійно відвідував засідання думи як гласний, і надалі, аж до своєї смерті, продовжував обиратися на цю посаду. Незадовго до смерті колишній міський голова, Маразлі залишив місту свою особисту бібліотеку, що збиралася усе його життя. Особиста бібліотека Маразлі налічувала близько 10 тисяч томів, переважно, іноземних видань другої половини XIX століття, передусім французькою мовою. В колекції, між іншим, були твори Оноре де Бальзака, Генріха Гейне, Віктора Гюго, Альфонса Доде, Дюма (батька та сина), Еміля Золя, Гі де Мопассана тощо. Уся ця колекція була передана міській бібліотеці (нині Одеська національна наукова бібліотека).[джерело?]

### Останні роки Одеси у складі імперії

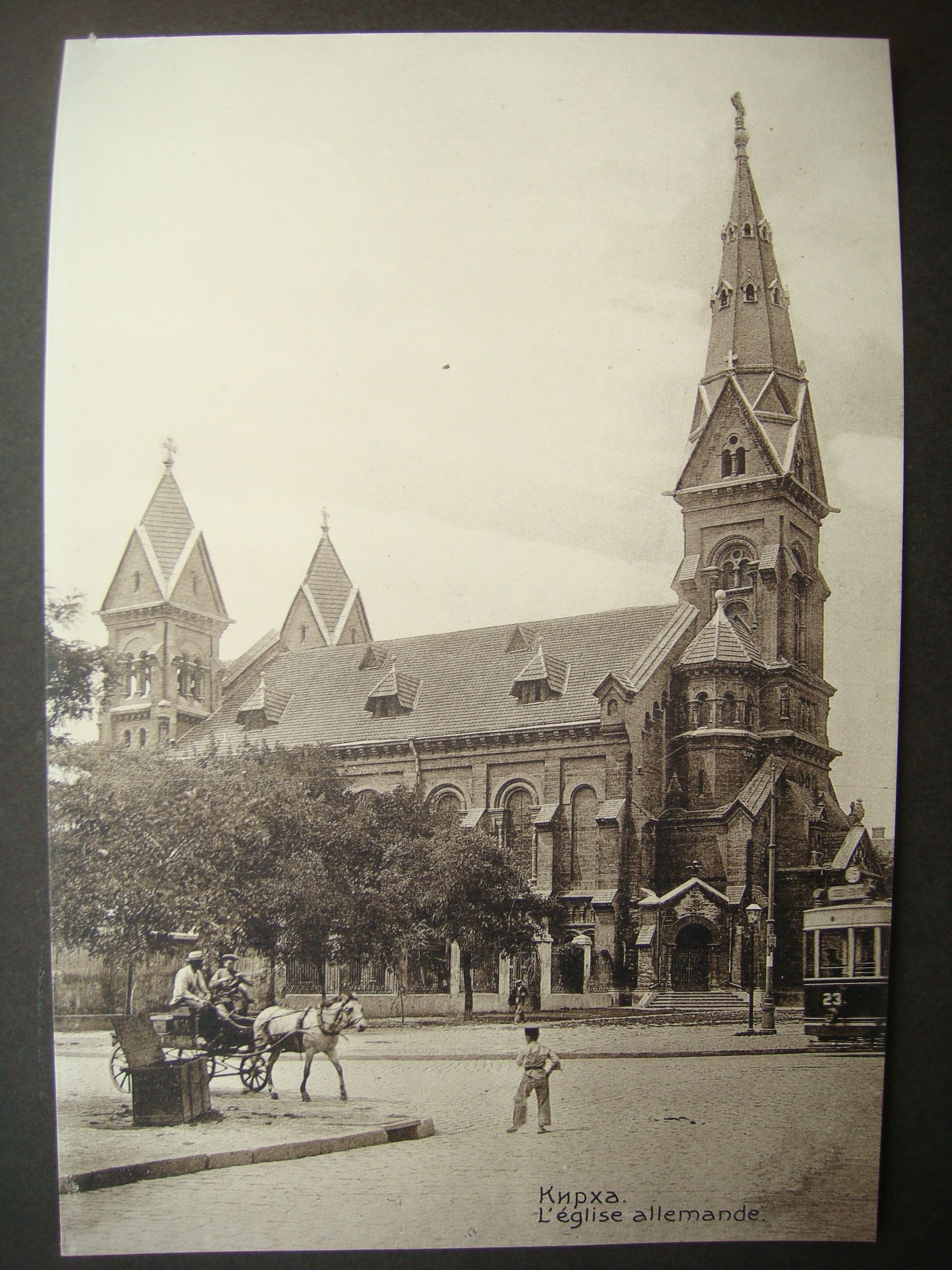
Фотокартка Центральний лютеранський кафедральний собор України Св. Павла, початок XX століття.

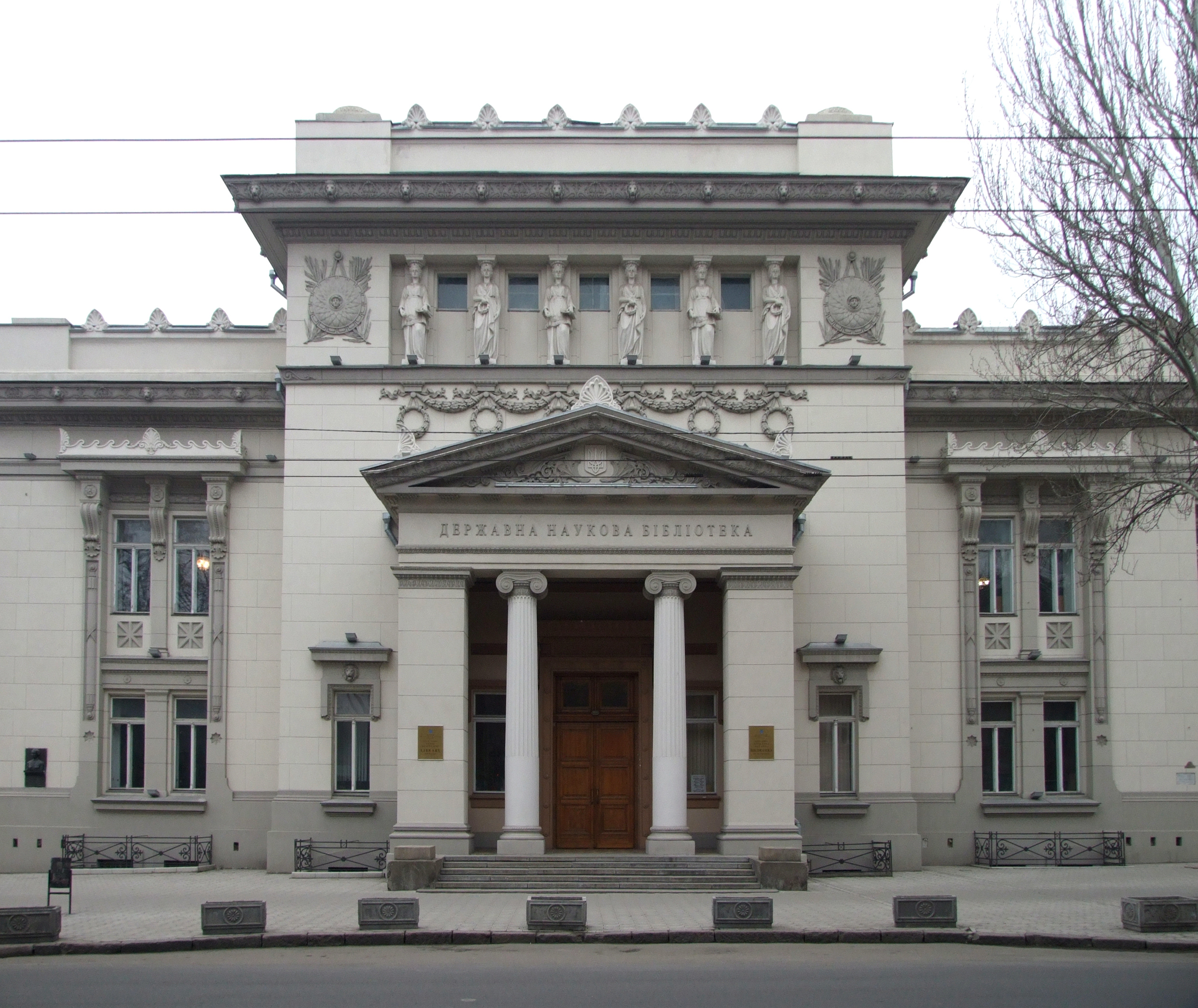
Одеська національна наукова бібліотека (колишня «Міська бібліотека»).

8 червня 1902 року відкрито перший в Україні фунікулер (другий у Російській імперії), у 1903 році на кошти графа М. М. Толстого відкрито станцію «швидкої допомоги». Пілоти Михайло Єфімов (21 березня 1910 року), а через тиждень Сергій Уточкін на одеському іподромі здійснили перші в Російській імперії польоти на аероплані.
В цей період збудовані будівлі, які стали пам'ятками архітектури, серед яких готель «Бристоль» (1898—1899, архітектори Олександр Бернардацці та Адольф Мінкус), готель Пасаж (1898—1899, архітектор Л. Л. Влодек), Нова біржа (1894—1899, автор проєкту переможець міжнародного конкурсу В. І. Прохаска, архітектор А. І. Бернардацці), один з найкращих зразків бібліотечної архітектури в країні — нова будівля Міської публічної бібліотеки (1904—1906, архітектор Ф. П. Нестурх), будинок Фальц-Фейна (1899, архітектори Л. Л. Влодек, С. А. Ландесман). 1897 року було збудовано одну з найважливіших релігійних споруд міста, центр лютеранства Одеси — Церкву святого Павла, (нині — Центральний лютеранський кафедральний собор України Св. Павла). Перша лютеранська церква на цьому місці з'явилася шістдесят дев'ять років до того, однак через ветхість майже вся була розібрана і на фундаментах був споруджений новий храм за проєктом архітектора Германа Шеврембрандта, храм, який перевершив свого попередника як за красою так і за розмірами. У той же період у російській імперії почалася будівельна лихоманка: у центральній частині Одеси почали з'являтися нові прибуткові будинки, готелі та інші споруди. У основному будівництво здійснювалось у Центрі та на Молдаванці, але бідні райони міста, такі, як Пересипу та Слобідці-Романівці, Слобідці-Балтівці, Ближні та Дальні Млини, та інші залишилися без суттєвих змін 
|                     | …в Одесі в 1899 році налічувалося вісім бельгійських акціонерних компаній, по одній французькій і британській. Загальний капітал становив 12 181 000 крб., майже стільки ж, скільки вклали російські акціонери — 15 282 928 крб. На додаток до акціонерних компаній було понад п'ятсот промислових підприємств, які повністю належали іноземцям. |
| — Патріція Герлігі, | |

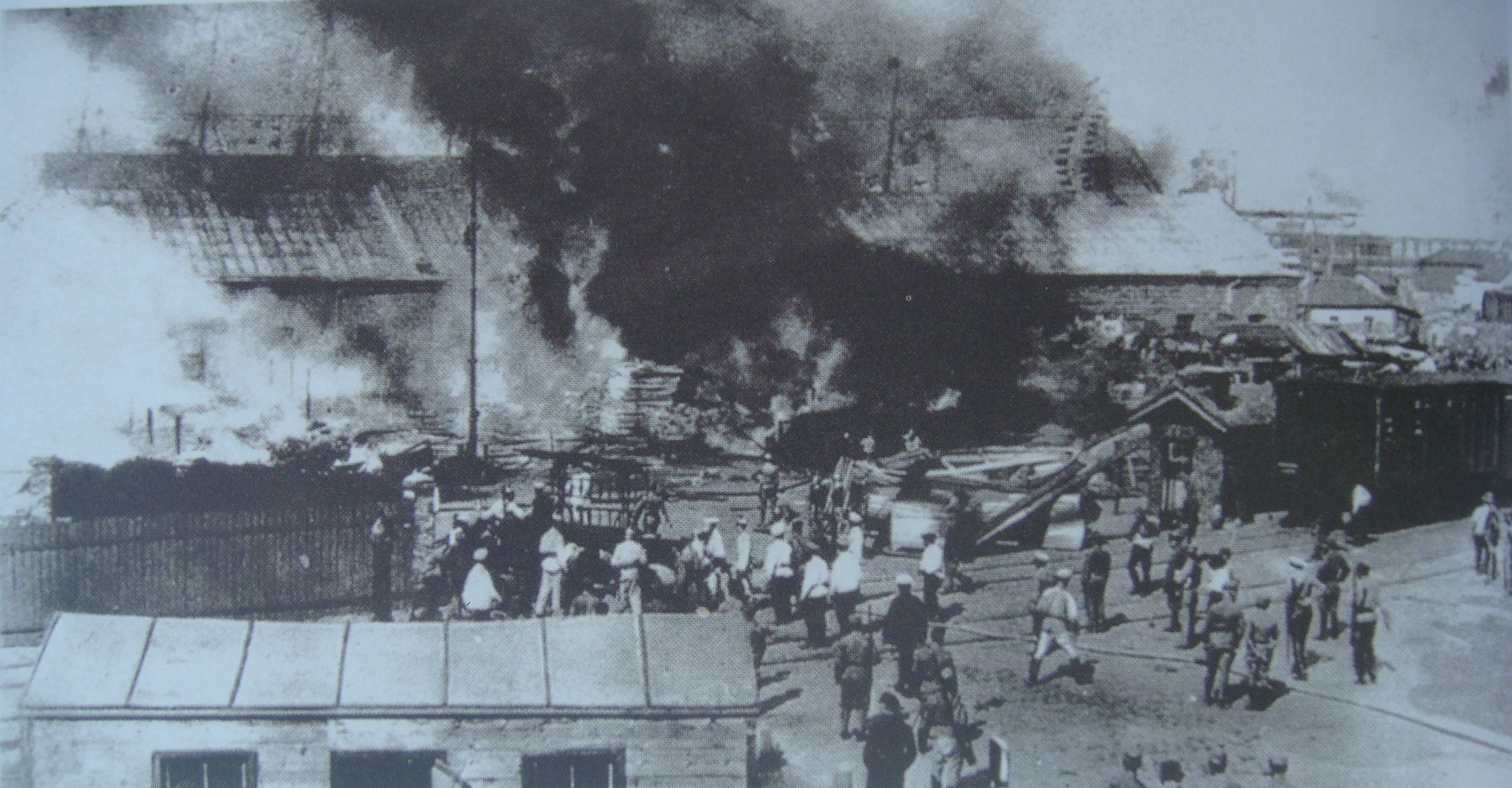
Палаючий Одеський морський торговельний порт під час заколоту «потьомкінців», червень 1905 року.

У 1900 році кількість населення Одеси становила близько 450 тисяч осіб і посідала четверте місце у країні за населенням після Варшави, Москви та Санкт-Петербурга.. 1905 року у місті сталася одна з найбільших в його історії трагедій, а саме розпочалася російська революція 1905—1907. Влітку 1905 року сталася одна з найвідоміших подій тієї революції. Матроси панцерника «Князь Потьомкін-Таврійський» здійняли повстання, що стало першим випадком військового заколоту під час революції. Після захоплення управління панцерника матросами, що стався безпосередньо у морі, «Потьомкін» прибув саме до Одеси. Після прибуття панцерника у порт натовп матросів та міська челядь почали грабувати та палити портові склади. Ці події спричинили великі жертви серед мирного населення та збитки торговців. Всього померло від 500 до 1 тисячі людей, а збитки склали близько 10 мільйонів російських рублів. Під час тієї ж революції в Одесі, як і в багатьох інших містах Російської імперії пройшла хвиля антиєврейських погромів. За даними сучасних ізраїльських істориків в Одесі 1905 року загинуло близько 400 євреїв під час погромів. За часів революції Одеса перестала бути мирним містом. Там знайшли притулок багато іноземних революційних організацій, які у поєднанні з місцевими російськими робітниками та студентами були втягнуті у соціалістичний революційних рух країни.
1906 року в місті почало діяти товариство «Просвіта», яке мало власні бібліотеку, історичний музей. За сприяння товариства професор Олександр Грушевський читав лекції з українознавства в місцевому університеті. Було створено «Фонд ім. Леоніда Смоленського» для видавництва книг. Після встановлення столипінського режиму почалися утиски, які посилилися після державного перевороту 3 (16) червня 1907 року. Резолюцією одеського генерал-губернатора від 31 березня 1908 року в одеській «Просвіті» заборонялися «реферати, читання та співи на малоросійському наріччі». 28 листопада 1909 року одеська «Просвіта» припинила своє існування
На думку Василя Вериги, влада закрила товариство як небажане після появи книги Івана Бондаренка «Про Ґарібальді».
Після закінчення революції місто поступово почало відновлювати життя, знову почався економічний зріст. Певний стимул надала Фабрично-заводська, промислова та сільськогосподарська виставка 1910 року. У той же час Бельгійське анонімне товариство, яке було монополістом у Одесі з часів кінного трамваю влаштувала сполучення електричного трамваю. Завдяки бельгійцям у місті з'явилося 80 кілометрів трамвайних колій, що проходили через увесь центр міста.
Через три роки, у 1913 році училище Одеського відділення Імператорського Російського музичного товариства було перетворено у новий навчальний заклад — Одеську консерваторію (нині Одеська національна музична академія імені А. В. Нежданової).

## 1914—1920: розпад імперії та Українська революція

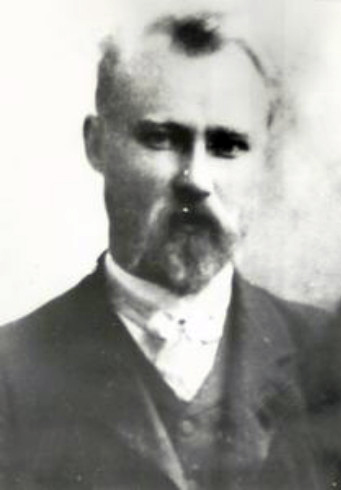
Липа Іван Львович — комісар Одеси від Центральної Ради УНР, 1917 рік.

У день проголошення війни Російської імперії 19 липня (1 серпня) 1914 року в Одесі відбулася багатотисячна патріотична маніфестація, що зібравшись на Соборній площі і пройшла центральними вулицями міста. Одесити бурхливо виражали свої вірнопідданські почуття, славили імперію несли портрети російського імператора Миколи II та короля Сербії Петра I Карагеоргієвича, клялися воювати до перемоги за батьківщину та «братів» — сербів. Але закінчення війни відкладалося, а після поневірянь зими 1914—1915 років настрій місцевих жителів суттєво змінився. 30 жовтня того ж року місто було під час війни обстріляно міноносцями «Гайрет Ватані» та «Муавенет Мілеет», що входили до складу військово-морських сил Османської імперії.
У жовтні 1917 року Одеса увійшла до складу Української Народної Республіки, але її політично-правовий статус в Українській державі був дискусійним — принаймні до остаточної її окупації більшовицькими військами.
|                       | Більш очевидною стала ситуація після проголошення УНР. Оприлюднення III Універсалу мало неабияке значення для побудови системи влади в Одесі, оскільки місцеві українські організації почали більш рішуче ставити свої вимоги щодо управління краєм, виконуючи ... указівки Центральної Ради |
| — Тарас Вінцковський, | |

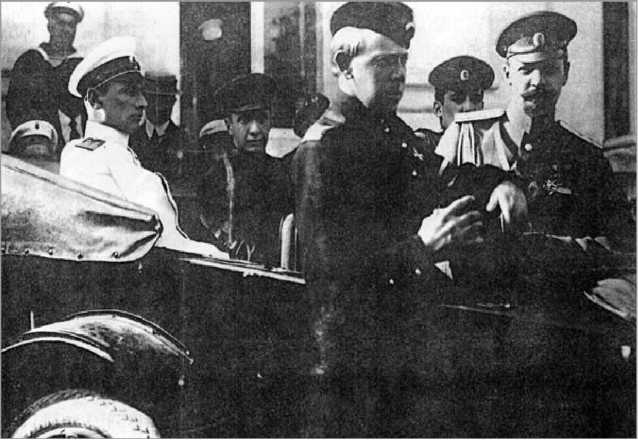
Приїзд до Одеси Олександра Колчака та Олександра Керенського, 15 травня 1917 року

Після проголошення Української Народної Республіки, 30 листопада (12 грудня) — 1 грудня (13 грудня) 1917 року в Одесі спалахнуло більшовицьке повстання, яке закінчилося перемогою українських військ. У січні 1918 року у місті владу зайняли більшовики, створивши 7 (20) лютого 1918[джерело?] Одеську Радянську Республіку, однак, вона проіснувала лише до 13 березня[джерело?] того ж року після приходу до міста австро-німецьких військ. Після прибуття військ з міста почалися вивозитися продукти та устаткування. Щоправда, після початку німецької революції війська були вимушені покинути Одесу. Незабаром у місті висадився 30-ти тисячні британсько-французькі війська підтримати прибуваючу з Єкатеринограду 10-ти тисячну «Добровольчу армію» Антона Денікіна. Того ж року у грудні до Одеси підійшла армія української Директорії. Таким чином у різних частина міста налічувалося три різні влади: Антанта, «Білі» та Директорія.
На початку наступного року, за допомогою партизанів та розповсюдження у іноземних військах більшовицької пропаганди, місто зайняли «Червоні», що майже відразу націоналізували усі міські банки, однак це не допомогло подолати масовий голод та безробіття. За допомогою військ Антанти, що залишилися на рейді ескадри, військам Денікіна вдалося знову встановити свою владу у місті. Однак остаточно радянська влада була встановлена в Одесі з 7 лютого 1920 року.

## 1920—1991: у складіСРСР

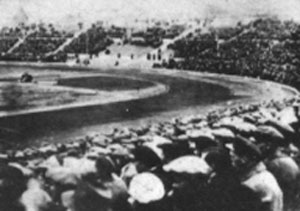
Стадіон імені С. Косіора (нині Центральний стадіон «Чорноморець»), 1936 рік

### Міжвоєнний період

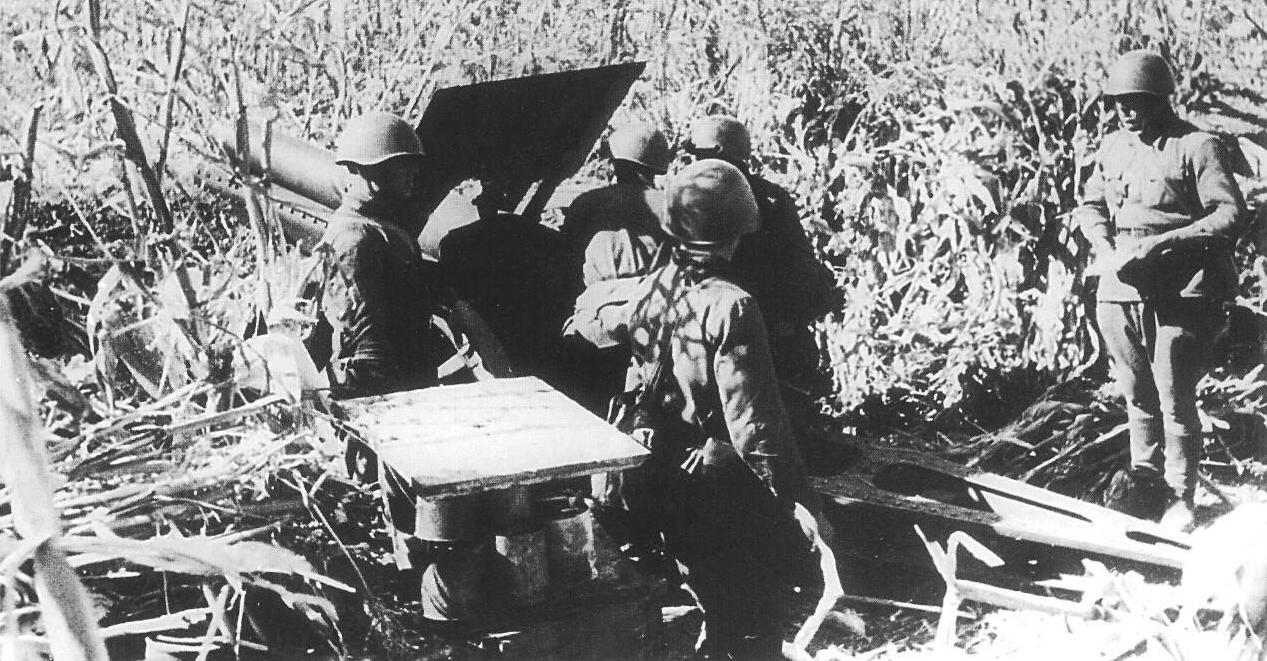
Радянські артилеристи під час оборони міста, 1941 рік.

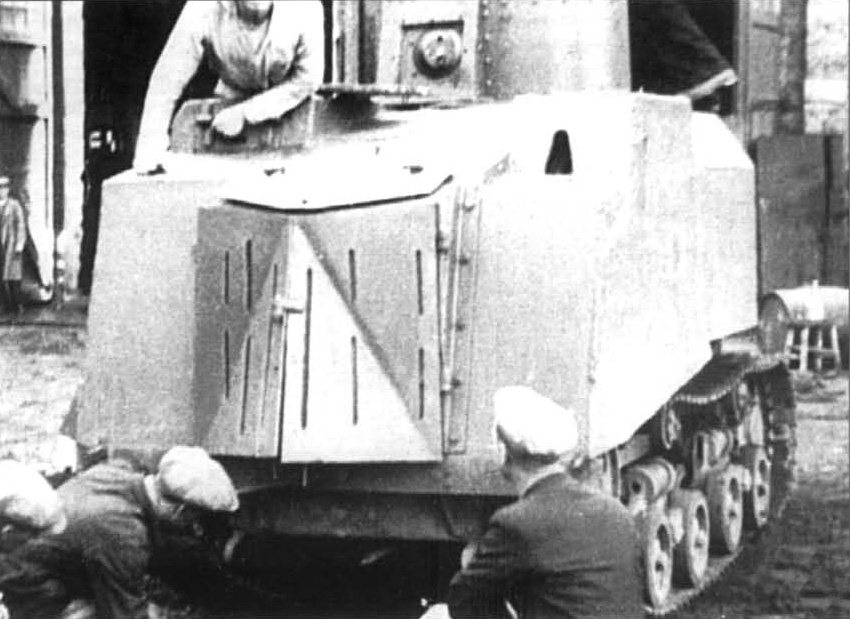
Ерзац-танк НІ-1, побудований на заводі імені Січневого повстання на основі трактора СТЗ-5, 20 серпня 1941 року.

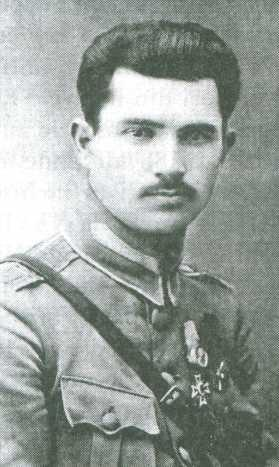
Фото Германа Васильовича Пинті, приблизно 1918 рік

У перші роки після багатьох воєнних протистоянь, що відбувалися в Одесі, місто опинилося у занепаді. Багато у чому цьому сприяла політика влади, через що інтелігенція міста масово почала виїжджати за кордон. Перші роки під радянською владою позначилися відкриттям низки культурних, освітніх та наукових закладів. Так, влітку 1920 року відкрився музей західного та східного мистецтва; у 1925 році було засновано «Держдраму» (нині Одеський академічний український музично-драматичний театр імені В. Василька); у 1926 році — Одеський Драматичний театр, (деякій час був Російським Драматичним театром, нині — Одеський Академічний Драматичний театр), у 1930 році відкрився Інститут інженерів морського флоту (нині Одеський національний морський університет), а також Електротехнічний інститут зв'язку імені О. Попова Одеська національна академія зв'язку імені О. Попова; у 1931 році відкривається Одеський ТЮГ; 18 травня 1936 року відкрився Стадіон імені С. Косіора (нині Центральний стадіон «Чорноморець»). Тоді ж, при відкритті стадіону відбувся перший матч між збірною міста Одеси та збірною СРСР, який завершився з рахунком 0:0. А вже у 1936 році відкрився Інститут експериментальної офтальмології (нині Інститут очних хвороб і тканинної терапії імені В. П. Філатова НАМН України)
Наприкінці 1930-х рр. під Одесою відбулися масові розстріли людей, заарештованих НКВС. Місце одного з таких розстрілів, під с. Татарка, було відкрито румунською владою під час окупації. У слідчій комісії працювали з румунського боку — відомий патолог Александру Біркле, а з місцевих — К. Шапочкін та Іван Фідловський з Одеського медінституту.

### Друга світова війната окупація
Від початку Німецько-радянської війни Одеса опинилася біля фронту. Оборона міста тривала 73 дні, з 5 серпня до 16 жовтня 1941 року, що її проводив генерал-лейтенант Приморської армії Чорноморського флоту Георгій Софронов (з 5 серпня до 5 жовтня) та генерал-майор Іван Петров. Увесь цей час місто піддавалося бомбардуванням по 12-15 разів на день, а місцеві підприємства, попри це, працювали на підтримку армії, виробляючи техніку та зброю. 8 серпня 1941 року у місті біло офіційно оголошено стан облоги, через що близько 100 тисяч місцевих робітників було відправлено на будівництво оборонних рубежів. За цей час було збудовано близько трьох великих оборонних рубежів та 243 барикад. Німецько-румунські війська переважали захисників Одеси у, приблизно, п'ять разів в артилерії та більш ніж ушестеро в особовому складі, тому їх командування планувало захопити «Південну Пальміру» у найкоротші терміні і провести вже 10 серпня військовий парад на цю честь. Зважаючи на те, що на той час 11-та армія Третього Рейху майже захопила усю Бессарабію, румуни обійшли правий фланг Приморської радянської армії та почали прорив до Чорного моря. Вже протягом 11 та 12 серпня одесити відбили 9 великих атак противника, вивели з ладу 14 танків та вбили близько чотирьох тисяч солдатів та офіцерів. Але 13 серпня німцям вдалося вийти до моря у районі села Аджійська (нині Рибаківка) і оточити місто напівкільцем, ізолювавши захисників міста від материка. 15 серпня того ж року вперше у наступ пішла 4-а румунська армія у напрямку Сичавка — Булдинка, піддаючи великому тиску одеситів, однак цей наступ завершився невдачею румунів. Кожна нова атака німецько-румунських військ завершувалася поразкою, однак, спричиняла великі втрати у рядах оборонців Одеси. Так в окремих частинах і з'єднаннях вони сягали 40 і більше відсотків від загальної кількості бійців. Наприклад, тільки за 19 днів серпня 2-а кавалерійська дивізія Приморської армії, зокрема, втратила 742 осіб. Через погану керованість такою великою лінією оборони, а також погану координацію з Чорноморським флотом 19 серпня було видано директиву, згідно якої було створено Одеський оборонний район, командуючим якого було призначено контр-адмірала Гаврила Жукова.
Евакуацію міста було проведено невдало, частина радянських військ не знала про відступ і була захоплена у полон. 15-16 жовтня групи НКВС винесли у повітря велику кількість будівель, у тому числі плотину, що спричинило затоплення району Пересип та загибель цивільного населення.
16 жовтня румунські війська увійшли до міста. Велику кількість радянських військ вдалося евакуювати до Севастополя, завдяки чому військовики згодом відіграли значну роль в обороні міста. Згодом, радянська влада випустила спеціальну нагороду — медаль «За оборону Одеси», а Одесі дала звання «міста-героя».
Вже 17 жовтня, відразу після вступу в Одесу румунських-німецьких військ, місто стало центром губернаторства Трансністрія. Майже три роки Одеса входила до складу Румунського королівства.
Секретар підпільного обкому О. Петровський не створив підпілля і невдовзі був затриманий румунами, був ними звільнений і надалі активної підпільної роботи не вів. Попри це, працівникам НКВС, які залишилися в місті, вдалося влаштувати два великих теракти: 22 жовтня 1941 р. винести у повітря будинок, де знаходився румунський генерал Глогожану зі своїм штабом, а пізніше також знищити румунський потяг. Це, однак, були хіба не єдині значні досягнення підпілля під час окупації.
НКВС і Радянські партизани були не єдиними підпільниками в окупованій Одесі. Наприкінці 1941 року в місто прибула Південна «похідна група» Організації українських націоналістів. Члени ОУН створили підпільну друкарню і займалися антирумунською агітацією серед студентів і інтелігенції. Деякі з них навіть були заарештовані румунською поліцією.
Через три з половиною роки радянські війська третього Українського фронту, під командуванням уродженця Одеси, Родіона Малиновського, 10 квітня 1944 року визволили місто під час Одеської наступальної операції.

### Повернення радянської влади

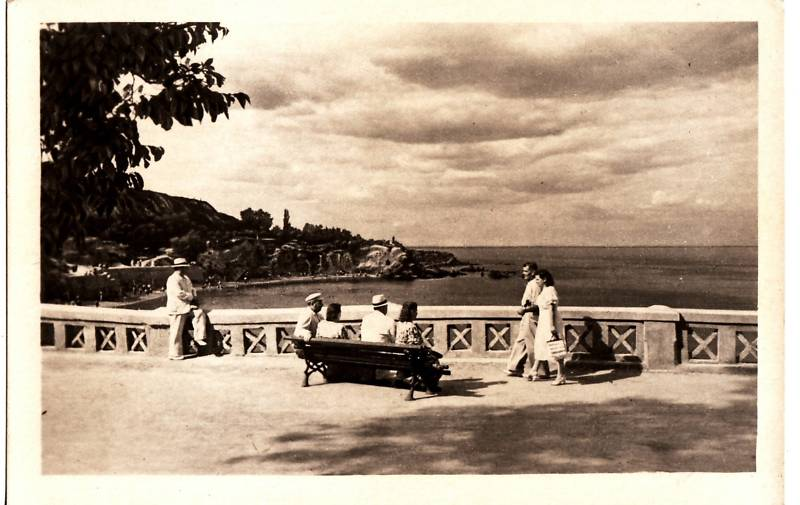
Пляж Аркадія, 1950-ті роки

Впродовж наступних років у місті проводилася робота по відновленню зруйнованих у часи війни споруд. До 1948 року в Одесі було відбудовано усі найважливіші портові та промислові споруди. Вступили в дію нові великі підприємства — заводи фрезерних верстатів імені Кірова, радіально-свердлильних верстатів, дослідно-механічний, «Пресмаш», «Поліграфмаш», автоскладальний, кабельний, «Автогенмаш» тощо. Наступні роки з історії Одеси, починаючи з 1950-х, багато у чому були пов'язані з розвитком будівельної справи. Так у 1968 році на Новому молу було побудовано сучасний, морський порт. 1950 року рівень з переробки вантажів у порту вдвічі перевищив довоєнний.
Станом на 1975 рік, житловий фонд міста склав рекордну кількість квадратних метрів — 12 мільйонів, що удвічі більше ніж 1940 року. Також у той час виникли нові міські райони: Південний, Південно-Західний, Північно-Східний та Таїровський. Однак, поряд із розвитком промисловості та будівництва Одеса втратила своє значення, яке вона мала майже зі свого, так званого, «заснування» у 1794. Місто отримало неофіційний статус провінційного. Окрім того, якщо у місті будувалися нові мікрорайони, то історичний центр майже не відновлювався, що призвело до занепаду багатьох пам'яток архітектури. Теж саме відбувалося і з комунікаціями. Радянська влада, окрім іншого, намагалася у будь-який спосіб змінити цінності місцевих жителів. Тоді у варварський спосіб знищувалися кладовища та храми, переписувалася історія, а також спортворювалися факти про славетних осіб, які за короткий час зуміли створити на місці невеличкого селища Хаджибей велике європейське місто, «Південну столицю імперії». Великий внесок у занепад культури та загальнолюдських цінностей в Одесі додала й політика партії, яка призвела до масового виїзду за кордон, майже усієї еліти. Після війни радянська влада не дала змоги відновити у релігійному центрі місцевих лютеран, соборі святого Павла, церкву. Приміщення спочатку слугувало спортивним залом. Після декількох пожеж пам'ятник архітектури перетворився майже на руїни. Особливо руйнівною була остання пожежа, що сталася у 1976 році, у ніч з 8 на 9 травня на День Перемоги. 1977 року відбулося урочисте відкриття літературного музею у палаці Гагаріних.

## З 1991 року: незалежнаУкраїна

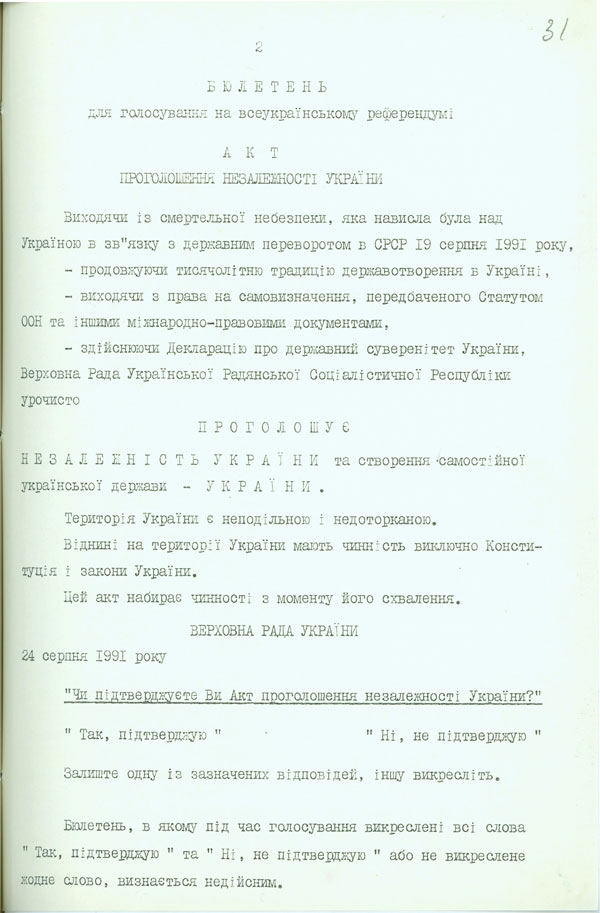
Бюлетень референдуму, щодо проголошення незалежності України

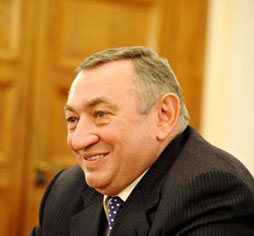
Едуард Гурвіц — двічі обирався міським головою Одеси

### Кінець ХХ— початок ХХІ століття
У 1991 році, 1 грудня, відбувся Всеукраїнський референдум, щодо проголошення незалежності України. За результатами референдуму по усій Одеській області з 1 412 228 опитаних (75,01 %) за проголошення незалежності проголосували — 1 205 755 (85,38 %), проти — 163 831 (11,6 %), а також 42 642 бюлетені стали недійсні.
Багато промислових підприємств з проголошенням Україною незалежності були вимушені закритися, інші працюють лише на частину своїх потужностей. Виною тому розрив економічних зв'язків з колишніми радянськими республіками СРСР, недостатня підтримки з боку влади, а також невміння працювати в нових економічних умовах. Так, наприклад, було з заводом «Краян» (колишній завод імені Січневого повстання).
За період з 1991 по 2008 рік керівництвом України було знищено Чорноморське морське пароплавство,,.
У 1997 році створено фестиваль нової музики «Два дні й дві ночі нової музики».
У 1998 — 10 квітня — міським головою Одеси обраний Едуард Гурвіц.
У 2004 році відбулося відкриття Меморіалу жертвам фашизму.
2010 року за сприянням німецькою лютеранської церкви, а також міської ради та одеської німецької общини на місці старої кірхи було відновлено головний храм українських лютеран — Центральний лютеранський кафедральний собор України Св. Павла.
Нині беззаперечними лідерами у своїх галузях промисловості є такі підприємства, як Нафтопереробний завод, Припортовий завод, Стальканат, Одесакабель та інші. Багато підприємств, що мали стратегічне значення в колишньому Радянському Союзі, сьогодні втратили позиції, інші просто простоюють.
У 2013, 31 жовтня, міський голова, Олексій Костусєв подав у відставку. 4 листопада міська влада призначила виконувачем обов'язків мера Олега Бриндака.
Восени 2014 року, відповідно до постанови уряду України «Про економію державних коштів та недопущення втрат бюджету», міська рада ухвалила рішення вийти зі складу декількох міжнародних організацій через те, що членство у них не дає результатів місту, а також приносить збитки. Зокрема Одеса покинула такі організації, як Міжнародна Асамблея столиць і великих міст країн СНД, Європейська коаліція міст проти расизму, Міжнародний чорноморський клуб, Міжнародна Рада по місцевим екологічним ініціативам і Європейська Федерація місцевої солідарності "Асоціація «Свято сусідів».
За два десятиріччя Одеса зазнала значних втрат від забудови історичного центру сучасними житловими будинками та бізнес-центрами. Здійснюються перебудови чи просто руйнуються будівлі, які мають історичне та культурне значення. Наприклад, в 2008 році на головній вулиці міста, Дерибасівській, було зруйновано готель «Спартак» (дореволюційна назва «Імперіал»), Грецька площа зруйнована практично повністю, повністю зруйнований парк Аркадія, інтенсивно забудовується Французький бульвар, під загрозою через сусідню залізобетонну новобудову Будинок-стіна, активно забудовується узбережжя. Але є й гарне. Через довгі роки було відреставровано будинок Русова.
У 2014 році в Одесі відбулася серія конфліктів між активістами Євромайдану та Антимайдану.
У 2020 році, у зв'язку з пандемією коронавіруса туристичний потік в Одесу знизився на 37,5 %.

### Російсько-українська війна
23 квітня 2022 року російські війська обстріляли Одесу крилатими ракетами. Вони зруйнували як військову інфраструктуру міста, і житлові будинки вбивши у своїй вісім людей (включаючи тримісячного немовляти) і поранивши ще вісімнадцять людей. Окрім цього росіяни зруйнували понад 1000 м² території цвинтаря.
2 травня 2022 високоточні російські ракети вразили житловий будинок в Одесі, вбили 14-річного юнака і поранили 17-річну дівчину. 7 травня російські війська обстріляли Одесу шістьма ракетами стратегічної авіації, пошкодивши знову аеропорт та цивільне підприємство у житловому районі Одеси. 9 травня росіяни обстріляли Одесу 9 ракетами та вбили одну людину. Голові Євроради довелося ховатися у притулку. 12 травня російські війська при черговому обстрілі Одеси пошкодили Воронцовський палац.

## Дослідження історії Одеси

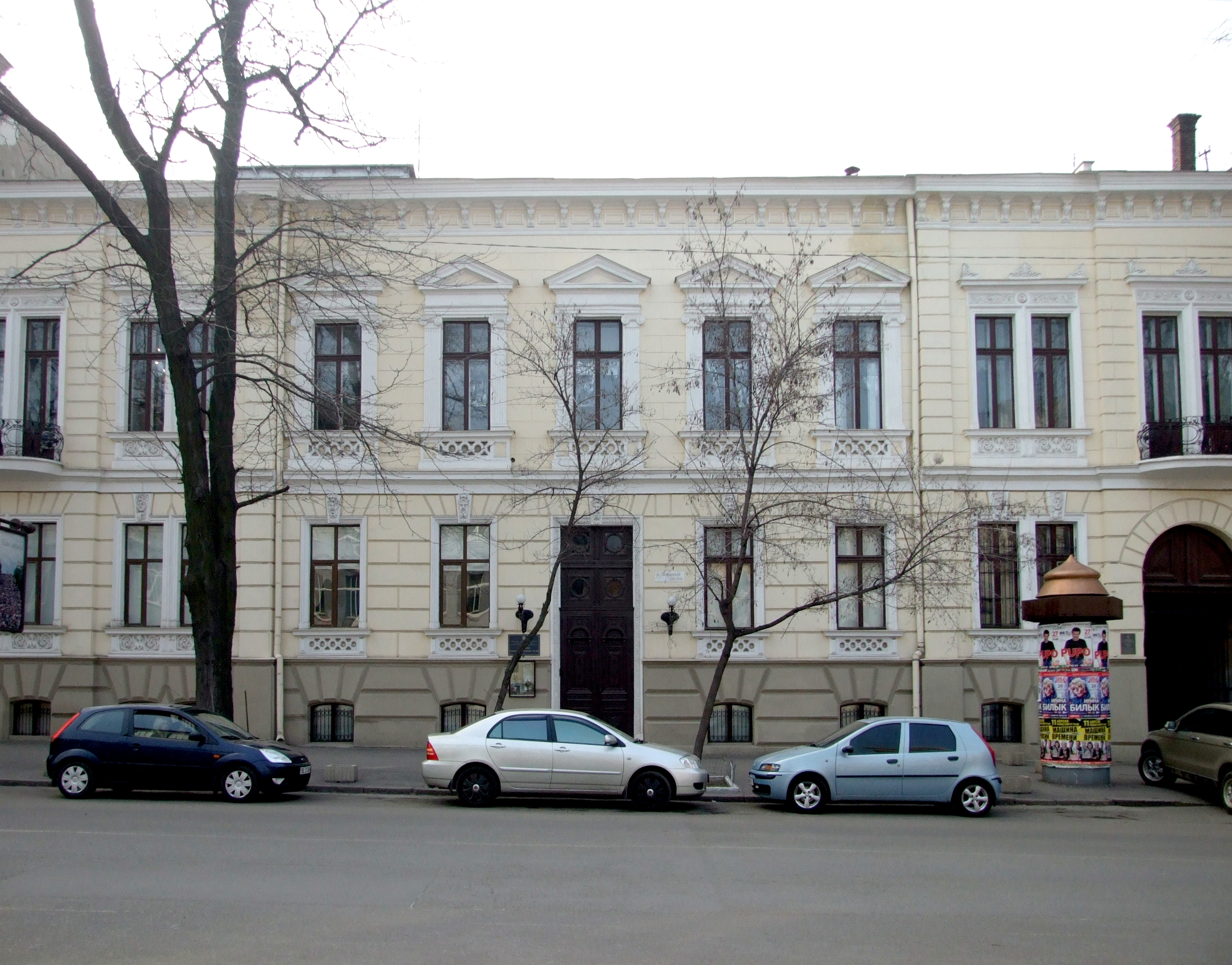
Одеський історико-краєзнавчий музей, вулиця Гаванна, 4

### Історія дослідження
Першим дослідником історії Одеси вважається відомий історик Аполлон Олександрович Скальковський.

### Дата заснування міста
Існує дві версії щодо дати заснування Одеси, 1415 рік (від першої письмової згадки про Коцюбіїв) та 2 вересня 1794 року (традиційна дата відліку міста в Російській імперії).

#### 1415 рік
Дата заснування Одеси 1415 роком базується на даних з роботи польського історика Яна Длугоша «Історія Польщі», де написано, що 1415 року:
|  | «прибули до польського короля Владислава посли патріарха і грецького імператора з листом та олов'яними буллами, які їх удостоювали, а турки їх всіляко мучили і гнобили; їм потрібна щедра допомога зерном. Владислав же, польський король у святому співчутті, документально засвідчує допомагати. Він дає і щедро дарує прохану кількість зерна, яке їм потрібно отримати в його королівському порту Кочубеїв» (переклад цитати з латини Т.І. Олійника)» |

.

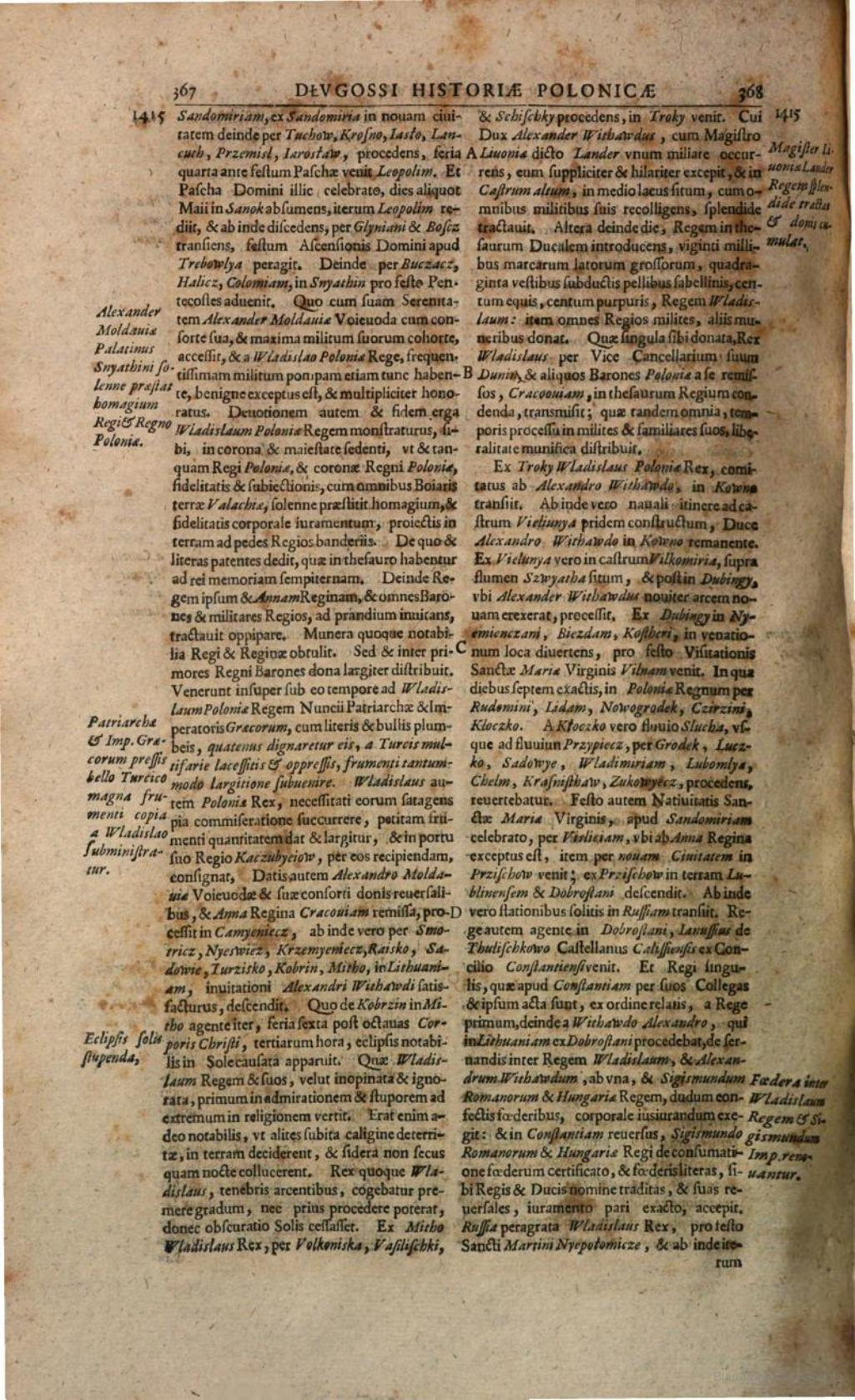
Перша писемна згадка про Коцюбіїв 1415 року

Слід зазначити, що Ян Долгуш помилився в датуванні, бо облога Константинополя відбулася з 1411 по 1413 рік за правління султана Муси Челебі.
Ще в XIX ст. історики Василь Надлер та Володимир Яковлєв наголошували на тому, що початок історії Одеси йде від татарського міста Хаджибей. Першим автором, що вказав на 1415 рік як рік можливого заснування Одеси, був історик Олексій Маркевич (1847 – 1903 рр.) (у дослідженні 1894 року «Город Качибей или Гаджибей – предшественник Одессы»).
У 1990-ті та 2000-ні роки обґрунтування 1415 року як дати заснування Одеси давали історики Олександр Болдирєв (книга «Одесі — 600: історичний нарис», 1994), Тарас Гончарук («Історія Хаджибея (Одеси) 1415–1795 рр. у документах», 2000), Олена Бачинська.
У 2010 році послідовники О. Болдирєва заснували громадську організацію "Одесі – 600+", до якої ввійшли відомі історики, краєзнавці, юристи, педагоги, представники громадських об'єднань і творчих спілок.
11 лютого 2015 року Верховна Рада України прийняла постанову «Про відзначення пам’ятних дат і ювілеїв у 2015 році», якою датою заснування Одеси зазначається 1415 рік.
Історик Федір Петрунь у роботі 1928 року «Качибей на старинных картах» дослідив старінні карти та робить висновок, що говорити про Качибей як наявний населений пункт у XVI-XVIII ст. можна з великою обережністю, оскільки є підстави припускати, що значний час у цей період він перебував в запустінні та не мав постійного поселення. З ним погоджується археолог та історик Андрій Добролюбський, який у книзі «Археология Одессы» (2012) вказує, що відлік Одеси від 1415 року ускладнюється тим, що у XVI-XVII ст. Коцюбіїв не існував постійно.

#### 2 вересня 1794 року
Дата 22 серпня (за новим стилем 2 вересня) 1794 року озвучена істориком Аполлоном Скальковським у книзі «Первое тридцатилетие истории Одессы» 1837 року як день, коли відбулося освячення перших одеських храмів. 1849 року цей день почали офіційно відзначати офіційно, проводячи хресні ходи.
Відтоді цей день відзначався офіційно як день міста.
1794 рік зазначений як дата заснування Одеси на ювілейній монеті 2014 року (та аналогічній срібній монеті).
На державному рівні дата була переглянута 11 лютого 2015 року з прийняттям Верховною Радою України постанови  «Про відзначення пам’ятних дат і ювілеїв у 2015 році», якою датою заснування Одеси зазначається 1415 рік. У постанові КМУ «Про затвердження Списку історичних населених місць України» від 26 липня 2001 року роком заснування Одеси зазначений 1794. Протиріччя між вказаними постановами КМУ та Верховної ради стали предметом судового розгляду.
Офіційне святкування дня міста 2 вересня продовжується після 2015 року на місцевому та державному рівні
Ряд дослідників вказують на умовність дати 2 вересня. У брошурі «Століття Одеси» 1894 року подані висновки, підкріплені думкою професорів Олександра Кирпичникова, Олексія Маркевича, Володимира Яковлєва, згідно з якими визнано, що днем заснування Одеси слід вважати 27 травня (за новим стилем 7 червня) 1794 року, тому що цього дня виданий рескрипт імператриці про заснування міста. Можливою причиною обрання дати 22 серпня (2 вересня) було те, що саме 22 серпня був день коронації чинного на 1849 рік імператора Миколи I. Професор Василь Надлер у своїй книзі «Одесса в первые эпохи ее существования» 1893 року зазначив, що у день 22-го серпня, який звикли святкувати одесити, жодних визначних подій не трапилося, окрім початку певних робіт в порту.
В XIX ст. історики Василь Надлер та Володимир Яковлєв наголошували на тому, що початок історії Одеси йде від татарського міста Хаджибей.
Дата 2 вересня 1794 року критикується з огляду на її причетність до виправдання російської офіційної історіографії. Історик Тарас Гончарук вважає, що ця дата обрана з ідеологічних причин, щоб підкреслити, що до приходу Росії тут не існувало поселення, а Одеса заснована заново діячами імперії на незаселеному місці, що є неправдою. Також він підкреслює на неприпустимість святкування дня Одеси, дата якого фактично взята з дати коронації Миколи I. Історик Ігор Сапожников вважає що у 2000-х роках з'явився міф про  історичний регіон, «Новоросію», який розвивався самостійно від інших українських земель і за своїми законами. І таким чином, Одеса як частина Новоросії не є справжньою частиною України. Подібної ж думки дотримувалася відомий історик Доротея Атлас, яку вона виклала у своїй книжці «Старая Одесса, ее друзья и недруги», а також сучасний краєзнавець Олег Губар і віце-президент Всесвітнього клубу одеситів, Євген Голубовський.

## Цікаві факти
- Перший ломбард у Російській імперії був відкритий саме в Одесі на початку XIX століття. Однак, він не мав легального статусу, але проіснував декілька років, поки його не закрив герцог де Рішельє.[140] Щоправда, вважається, що перший російський ломбард був відкритий у Вологді 1888 року.[141]

## Виноски
1. ↑  У деяких джерелах — «Кацюбий», «Коцюбіїв», «Куджабей», «Каджибеїв»
2. 1 2  У деяких джерелах — «Гаджибей», «Аджибей»
3. ↑  Нині острів Березань.
4. ↑  Мається на увазі не сучасне місто Одеса, а давньогрецьке поселення, що також називали «Ордес», зокрема Пліній Старший. Місцевість поблизу сучасного Очаківа.
5. ↑  Експозиція Одеського археологічного музею
6. ↑  Усі назви були дані за місцевістю, де були знайдені залишки поселень.
7. ↑  Або: «Іако» чи «Асіаків»
8. ↑  Поселенців, які оселилися біля Чорного моря у дельті Дністра (з дав.-гр. Τύρας — «Тірас»), греки називали тіритами, а руси — тиверцями.
9. ↑  «Куканлик» або «Куганлик»
10. ↑  За іншою версією, ймовірно, біля річки Кагамлик у Полтавській області або при річці Терек, що на північному Кавказі
11. ↑  пол. Kaczebijow
12. 1 2  У магометян Хадж — це паломництво, пов'язане з відвідуванням стародавнього міста Мекка, тобто людина, у якої в імені є слово «хадж», здійснила це поломництво і дуже поважалася серед тодішніх татар.
13. ↑  Складений поручиком Іваном Іслан'євим. Зверху на мапі позначено Чорне море. У лівому верхньому куті, праворуч від Карантинної балки, знаходиться фортеця Єні-Дунья. Трохи нижче від неї, у центрі мапи, колом позначені уламки старого замку Качибей, а праворуч від нього — поселення Хаджибей.
14. ↑  У перекладі з османської — «Новий Світ»
15. 1 2  Експозиція Одеського художнього музею
16. ↑  Експозиція Ермітажу
17. ↑  рос. Черноморская казачья команда, состоящих при Одессе казаков
18. ↑  Вважалося, що давнє грецьке місто знаходилося на території сучасної Одеси, однак, згодом історики знайшли залишки колонії на території сучасного болгарського міста Варна.
19. ↑  Експозиція Лондонської Національної портретної галереї
20. 1 2  Експозиція Військової галереї Зимового палацу
21. ↑  
| Рік  | Експорт (тис руб.) | Імпорт (тис руб.) |
| ---- | ------------------ | ----------------- |
| 1822 | 3 745              | 2 062             |
| 1832 | 6 438              | 3 668,1           |
| 1842 | 10 289             | 5 170             |
| 1857 | 24 197             | 13 438,1          |
22. ↑  Сувенірний альбом «Виды Одессы»